# 全日本空輸
全日本空輸株式会社（ぜんにっぽんくうゆ、英: ALL NIPPON AIRWAYS CO., LTD.）は、東京都港区東新橋（汐留地区）に本社を置く日本の航空会社。2023年の利用旅客数は、国際・国内線共に国内第1位。ANAホールディングス株式会社の完全子会社で、ANAグループの中核的企業である。1952年12月27日に前身の設立。公式な略称はANA（エイ・エヌ・エー）だが、報道等では通称の全日空（ぜんにっくう）と呼ばれることも多い（後述の『呼称変更』を参照）。
コーポレートスローガンは「あんしん、あったか、あかるく元気！」、プロダクト・サービスブランドとタグラインは「Inspiration of JAPAN」である。
英国スカイトラックス社による「エアライン・レーティング（航空会社格付け）」において、2013年から2023年現在まで最高評価となる「5つ星航空会社（5-STAR AIRLINES）」の認定を受けている。

## 概説
古くから盤石な路線網を持つ国内線はもとより、国際線も世界各地をバランスよくカバーしている。世界最大の国際航空連合「スターアライアンス（STAR ALLIANCE）」のメンバーの1社でもある。東証プライム市場上場のANAホールディングス（ANAHD）傘下であり、ANAグループの中核事業たる航空事業を担っている。
現在の日本では日本航空（JAL）と共に主要な航空会社であり、両社併せて「航空大手2社」などと呼称される場合もある。
コーポレートカラーは青色。2レターコード「NH」は、全日本空輸の前身の社名「日本ヘリコプター輸送（Nippon Helicopter）」に由来する。識別信号（コールサイン）は『ALL NIPPON（オール・ニッポン）』を使用している。

## 歴史

### 前身
全日本空輸の前身は日本ヘリコプター輸送株式会社と極東航空株式会社である。第二次世界大戦後の1952年（昭和27年）に運航禁止期間の解除の決定が下されたことを受けて、同年に両社は設立された。日本ヘリコプター輸送株式会社（英：Japan Helicopter and Airplane Transportation Co.、通称「JHAT」「日ペリ」「日ペリ航空」）のルーツは、戦前の朝日新聞航空部で上司部下の関係であった美土路昌一（後に全日空社長、朝日新聞社長）と中野勝義（後に全日空副社長）が中心となり、終戦後の民間航空関係者の失業救済を目的として、1945年（昭和20年）に設立した社団法人興民社にある。これが後々の1952年（昭和27年）12月27日に、興民社の組織や人脈を基盤として設立されたのが日本ヘリコプター輸送であった。設立の際は美土路や中野の古巣である朝日新聞社を始め、第一物産（現・三井物産）や富士製鐵（現・日本製鉄）、東京電力（現・東京電力ホールディングス）、住友銀行（現・三井住友銀行）、名古屋鉄道、日本商工会議所といった財界の大物が設立発起人に名を連ねた。特に富士製鐵の永野重雄とは美土路と相談しながら、同社設立の手続きを進めた。若狭得治は「一切永野さんと美土路さんの手によって全日空が作られた」と述べている。全日空は、その後もハワイのチャーター便問題や、日本貨物航空の問題など、多くに永野の力を借りた。
当初は東京を拠点にヘリコプターによる宣伝事業のみを行っていたが、NHKの報道ヘリコプターの運航や空中散布、やがて飛行機による事業にも参入し、1953年（昭和28年）12月15日にデ・ハビランド ダブによる貨物航空事業を開始した。1954年（昭和29年）2月1日には旅客航空事業を開始、東京を13時30分に出発し大阪に16時着、大阪を17時に出発し、東京に19時15分着の1日1往復、集合場所から飛行場までの送迎サービスが付いて料金は片道4500円であった。
極東航空株式会社は、日ペリより1日早い1952年（昭和27年）12月26日に、太平洋戦争前に関西で航空事業を行っていた井上長一らが関西財界の後援を受けて大阪で設立。大阪を拠点として、大阪 - 四国・大阪 - 九州といった西日本方面の航空路線を運営していた。

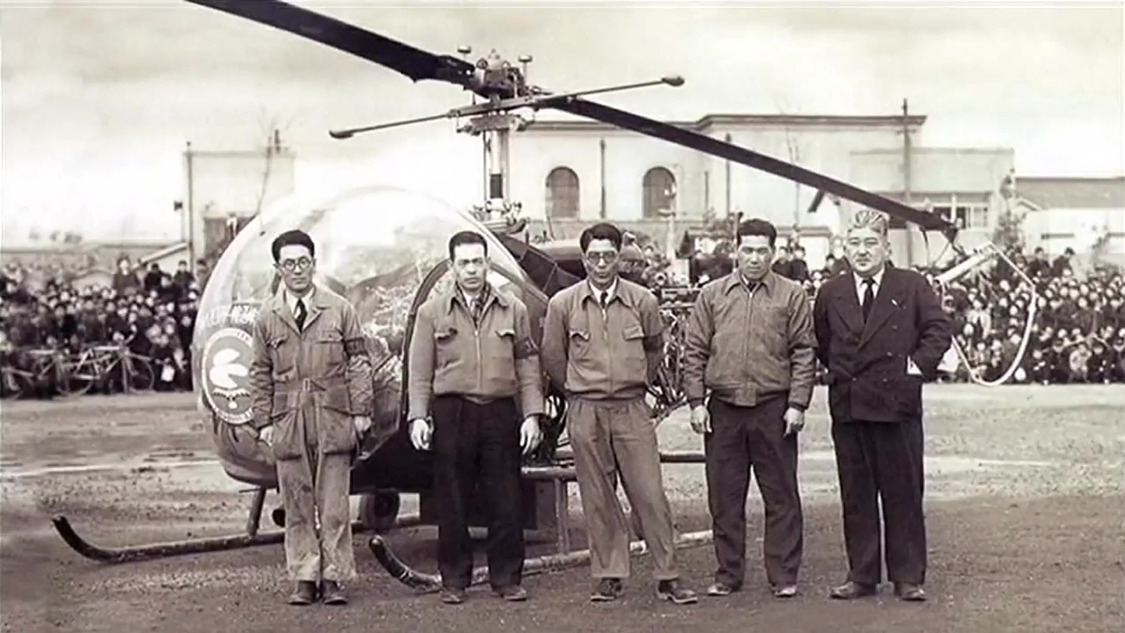
当時の創業者たちとベル47D-1
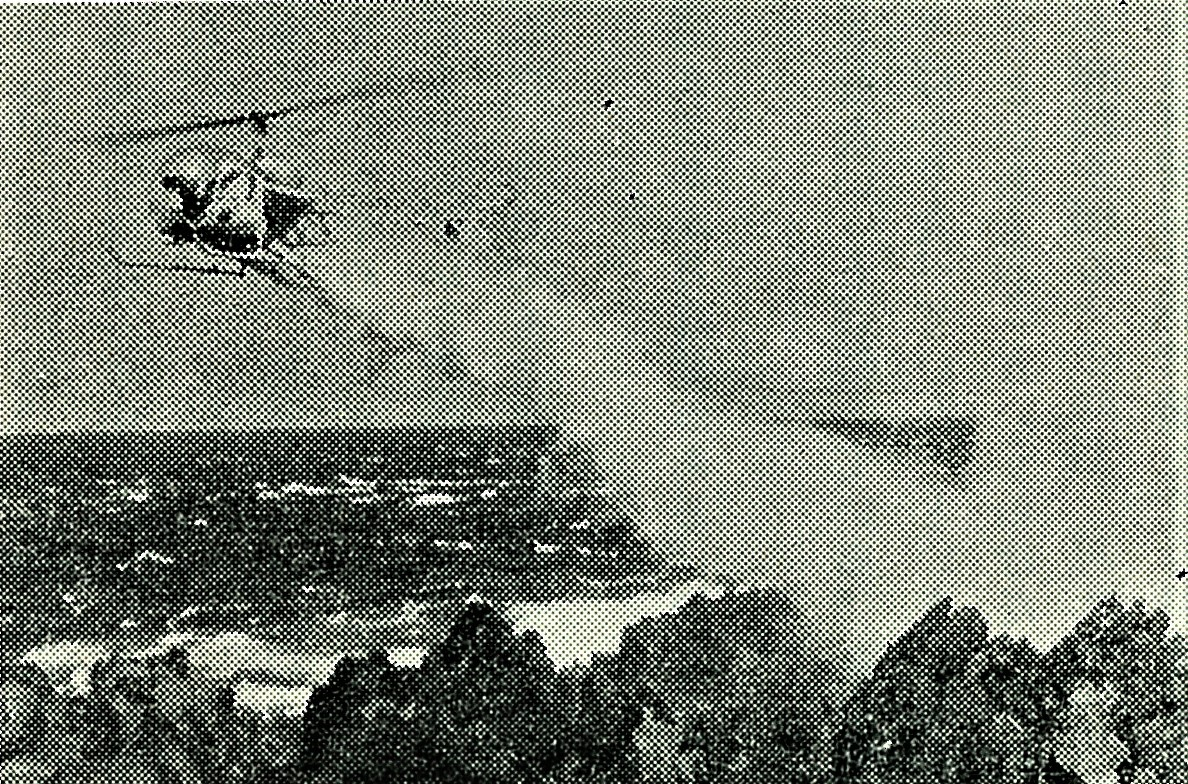
八丈小島のマレー糸状虫症対策としてDDTを散布する日ペリのベル47（1956年8月9日）

### 全日本空輸の設立

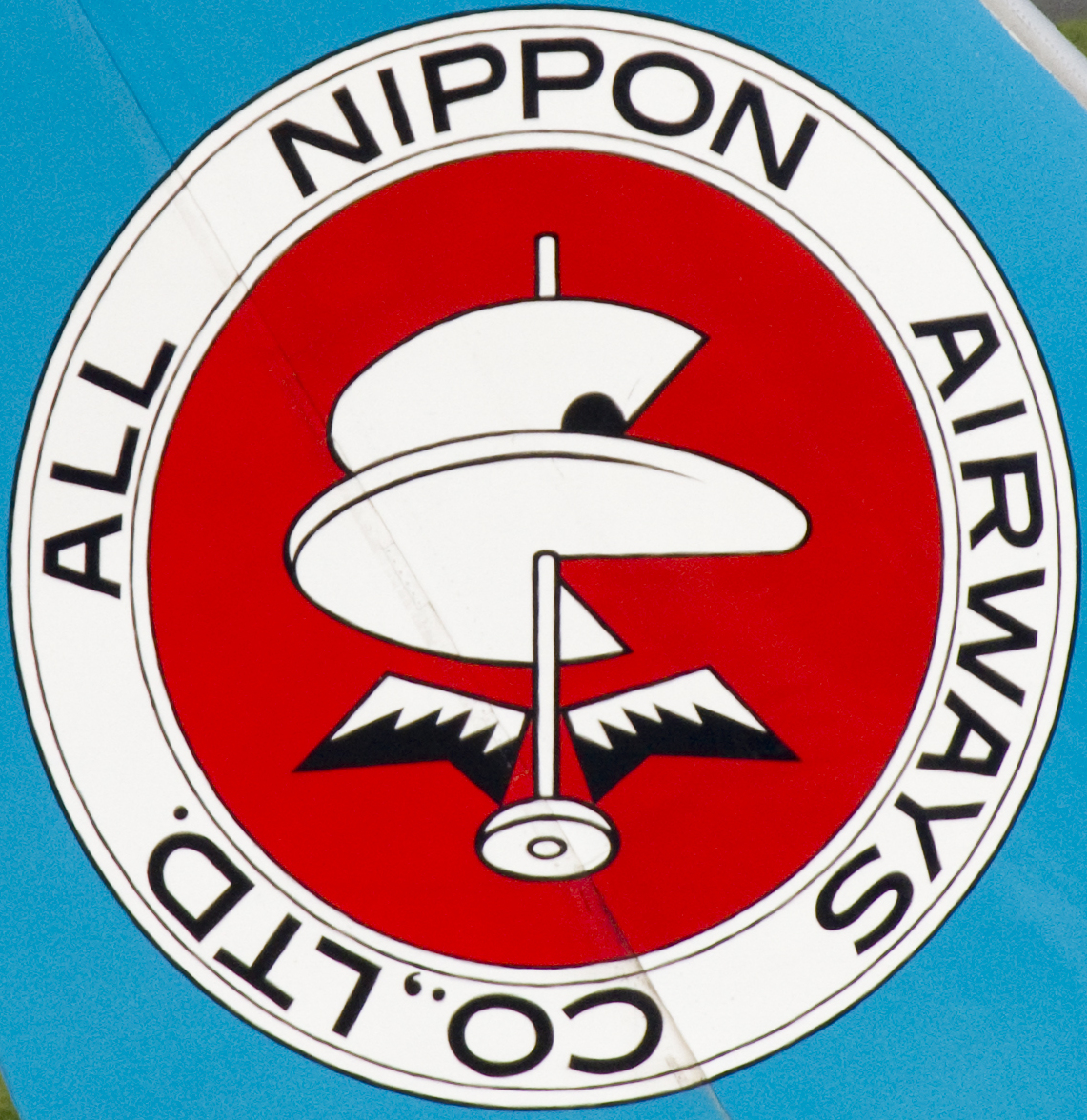
旧ロゴ　「レオナルド・ダ・ヴィンチのヘリコプター」に翼章

その後、国内航空輸送を一本化するという運輸省の方針などにより、両社は美土路昌一（日ペリ社長）、菅野和太郎（極東社長）の下で、合併に向けて協議を開始する。合併比率で揉めたものの、日本商工会議所会頭藤山愛一郎、日本航空協会会長郷古潔、日本航空社長柳田誠二郎らの斡旋により合併手続きは進み、1958年（昭和33年）3月1日、合併登記が完了した。
初代社長には、元朝日新聞社常務取締役で日本ヘリコプター輸送創設者の美土路昌一が就任した。この合併により全日本空輸（ANA）は、ダグラスDC-3型機9機、デ・ハビランド DH.114 ヘロン3機、デ・ハビランド DH.104 ダブ4機、ベル47D-1ヘリコプター4機など、合計26機をもって、北は北海道から南は沖縄までの日本全国19都市を結ぶ、日本国内最大のネットワークを誇る航空会社となった。
ANAの成長の過程で特徴的なこととして、総代理店制度の採用が挙げられる。これは、航空輸送事業の黎明期に、各就航地の有力企業と提携し、航空会社の業務のうち、市内業務（営業活動）と空港業務（ハンドリング業務）を業務委託するという画期的な制度であった。業務委託は、市内では航空券販売や電話予約センター、代理店販売促進活動、団体営業など、空港では旅客ハンドリング・貨物ハンドリングから、機内における各種業務や機内清掃まで、幅広かった。
総代理店の主な会社は、今は路線廃止で業務を終了している会社もあるが、「北海道地区」で、三ツ輪運輸（釧路・女満別）、道北バス（旭川）、函館エアサービス（函館）、「東北地区」で日本通運（仙台・秋田）、庄内交通（庄内）、秋北航空サービス（青森・大館能代）、「中部地区」で名古屋鉄道（名古屋）、福井空港（福井）、北陸鉄道（小松）、富山地方鉄道（富山）、新潟交通（新潟）、エスエーエス【旧・静岡エアポートサービス】（静岡）、「関西地区」で名古屋鉄道（南紀白浜）、「中国地区」で両備ホールディングス【旧・両備バス】（岡山）、中国ターミナルサービスJTB（広島)、サンデン交通（山口宇部）、日ノ丸自動車（鳥取・米子）、「四国地区」で高松商運（高松）、伊予鉄道（松山）、とさでん交通（高知）、「九州地区」で九州産業交通（熊本）、長崎空港ビル（長崎）、大分航空ターミナル（大分）、宮崎交通（宮崎）、南国交通（鹿児島）、福江空港ターミナルビル（五島福江）等が挙げられる。総代理店は、大口の株主にもなり、名古屋鉄道は長らくANAの筆頭株主であった。その関係で名古屋鉄道と宮崎交通は、ANAの社外取締役を輩出しており、特に名鉄は現在まで継続している。ANAと総代理店が共同で航空需要の開拓を行ってきたが、昨今では予約のインターネットへの移行等で総代理店の業務も空港業務に絞られてきている。
その創立に関わった名古屋の名鉄グループとの資本関係は変わっておらず、ANAと名鉄グループに代表される名古屋政財界は有形無形両面からの強力な結びつきを持っているといわれている。その結びつきが表面化した一例として、ANAがそのプログラムローンチ以来深い関わりを持って量産体制を構築したボーイング社最新鋭機ボーイング787（ドリームライナー）の胴体や主翼など主要部品が、愛知県に集積している日本の航空機製造産業拠点で製造され、愛知県常滑市の中部国際空港から787最終組み立て工場がある米国本土シアトルまで専用機で特殊貨物輸送を行っている例がある。前述の総代理店制度時代から現在の787国内生産体制に至るまで、ANAと中部地方の産業界とはとても親密な関係を維持している事が他の企業にはない特徴であるといわれている。

## 全日空設立以降

### 高度経済成長と発展
全日空は1959年（昭和34年）4月1日に東京 - 大阪直行便（毎日2便 DC-3）の開設に続き、10月10日には東京 - 札幌（千歳）直行便を開設し、国内幹線への進出を果たす。また、1960年（昭和35年）12月、韓国学生文化使節団一行の帰国便をコンベア440によりソウル（金浦）へ運航し、国際チャーター便も開始した。1961年（昭和36年）9月23日には、当時まだ米軍施政下にあった沖縄への定期便、鹿児島 - 沖縄線の第一便がフォッカー F27により運航を開始した。この路線は1972年（昭和47年）の沖縄返還まで全日空で唯一の国際定期便であった。1962年（昭和37年）10月には戦後初の国産旅客機であるYS-11の20機の予備契約を行い、同社は初のローンチカスタマーとなった。正式契約は1964年（昭和39年）となり、同年9月9日に2号機をリースし、「オリンピア」の愛称で当時開催された東京オリンピックの聖火を日本全国に空輸した。
高度経済成長に伴う航空需要拡大を受けて、機材も大型化し、当時日本航空のダグラス DC-4より1 - 2割高速だったコンベア440や、フォッカー F27、YS-11、ヴィッカース・バイカウントシリーズ、ボーイング727型機などの当時の最新鋭機を精力的に導入していった。また、航空行政（運輸省）の方針に従い、中小航空会社の合併・事業継承も行った。1964年（昭和39年）11月1日、藤田航空を吸収合併し、1965年（昭和40年）2月1日、中日本航空の定期航空部門を吸収、さらには1967年（昭和42年）12月1日、長崎航空の定期航空部門を継承した。これらにより、1968年（昭和43年）には、世界民間航空旅客輸送実績ランキングで、日本航空を抜き第19位に浮上し、1979年（昭和54年）にはアメリカン航空 (AA) に次ぐ、世界第6位の航空会社となった。
1968年に羽田空港と伊丹空港に同社初のグランドホステス（現在のグランドスタッフ）が誕生。
1976年2月にはロッキード事件が明るみに出た。全日空の新ワイドボディ旅客機導入選定に絡み、ロッキード社が全日空にL-1011 トライスターを導入させるため田中角栄を始めとする閣僚らに多額の賄賂が支払われたという事件で、全日空においても澤雄次専務、藤原亨一取締役、若狭得治社長、渡辺尚次副社長などが外為法違反や偽証罪などで逮捕された。1976年3月22日、全日空は「トライスターはこうして選ばれた」とするテーマで社内報増刊号を発行、社員に向け潔白であることを訴えた。

### 国際定期便への進出
設立当初より国内線が主軸であった。全日空は国際線への参入を計画していたが、日本航空の「第二の国際線会社が東南アジア路線に進出すると、航空協定のバランスが崩れて日本に対する批判が高まる」とする反対意見により実現は困難を極めた。さらに1970年には「45/47体制」と呼ばれる当時の運輸省の政策により、日本航空は国際線と国内線幹線を、全日空は国内線幹線とローカル線・近距離国際線チャーターを、東亜国内航空は国内ローカル線の運航を担当し将来的には幹線に参入するという棲み分けができた。この時点で全日空の国際定期便への参入は事実上不可能となったが、一方で全日空は日本航空の許可と余剰機体の使用などの条件は付くものの、国際チャーター便を運航することが可能となり、1971年（昭和46年）に香港にチャーター便を飛ばして以降、国際線の運航実績を積み上げていった。
1978年（昭和53年）、アメリカで航空規制緩和法が成立すると各国でも航空会社の競争が始まり、1980年代には日本の45/47体制も転換の時期を迎えた。
全日空は1986年（昭和61年）3月3日より国際線定期便の運航を開始。最初の路線はロッキード L-1011 トライスターの運航による成田 - グアム線だった（その後撤退）。
同年にアメリカ本土への路線として成田 - ロサンゼルス線と成田 - ワシントンDC線をボーイング747-200B型機で就航させた。翌1987年（昭和62年）は中華人民共和国への路線として成田 - 北京線と成田 - 大連線、当時イギリスの植民地であった成田 - 香港線を開設、同年10月には成田 - シドニー線を開設した（その後撤退）。1988年（昭和63年）には大韓民国への路線として成田 - ソウル（金浦）線を開設し、1989年（平成元年）には初のヨーロッパ進出となる成田 - ロンドン（ロンドン・ガトウィック空港）線を開設した。1990年（平成2年）11月には国際線のネットワーク拡張に合わせてボーイング747-400を導入した。
1993年 関西国際空港の開港に合わせANAが全日本空輸(株)大阪空港支店の機能の一部を分社化し、旅客サービスを担うANA SKYPAL（エーエヌエースカイパル）が誕生。また 1994年9月の関西国際空港開港までの間、ANA SKYPAL設立準備室を大阪市北区の全日空ビル内(現LUCID SQUARE UMEDA)にある、ANA大阪支店内に開室。その後、大阪国際空港及び関西国際空港、後に神戸空港と、関西3大空港の旅客サービスや地上運航支援業務を担っていた。2012年4月ANAグループ空港部門再編に伴い、（株）エーエヌエースカイパルを分割しANAエアポートサービス（旧APS※現行のANAASとは別会社）及び新関西エアポートサービス（株）とそれぞれ統合しANA大阪空港及びANA関西空港に再編され解散する。

### 国際線の拡大とスターアライアンスへの加盟
1994年（平成6年）の関西国際空港開港後は、同空港を成田国際空港（当時の新東京国際空港）と並ぶ拠点と位置づけ中国や北東アジア路線だけでなく、デンパサール、ヤンゴン、ムンバイ、シドニー、ブリスベン、ローマ、ロンドンなど関空からの中・長距離の路線の開設を積極的に行った。特にアジアや中国線の就航は国内最大規模となり、ゲートウェイとしても力を入れていた。2000年頃までは小牧空港からホノルルへの路線や福岡空港からバンコクや上海、大連等への路線も開設していった。さらにアメリカ線の強化で成田からのシカゴやサンフランシスコ線を開設したほか、ジャカルタ、デンパサール、ムンバイ線を毎日運航で就航させたものの、その後の不採算などにより撤退した路線も多数ある。（シカゴ・デリー・ムンバイ・クアラルンプール・ヤンゴン・ジャカルタ・シドニーなどは就航当初の関空からは撤退しているものの、2006年 (平成18年)後半以降に成田・羽田から路線を復活させた。）当時はANA関西空港支店客室部があり、関空をベースに国内外の多くの路線に就航していた。また、エアーニッポンやエアージャパンのベースでもあった為、近距離国内線や国内各地にエアーニッポンが運航したり、ソウルやグアム路線は、エアージャパンが運航する等、ANAグループ全体ですみ分けをし、多くの路線網を展開していた。

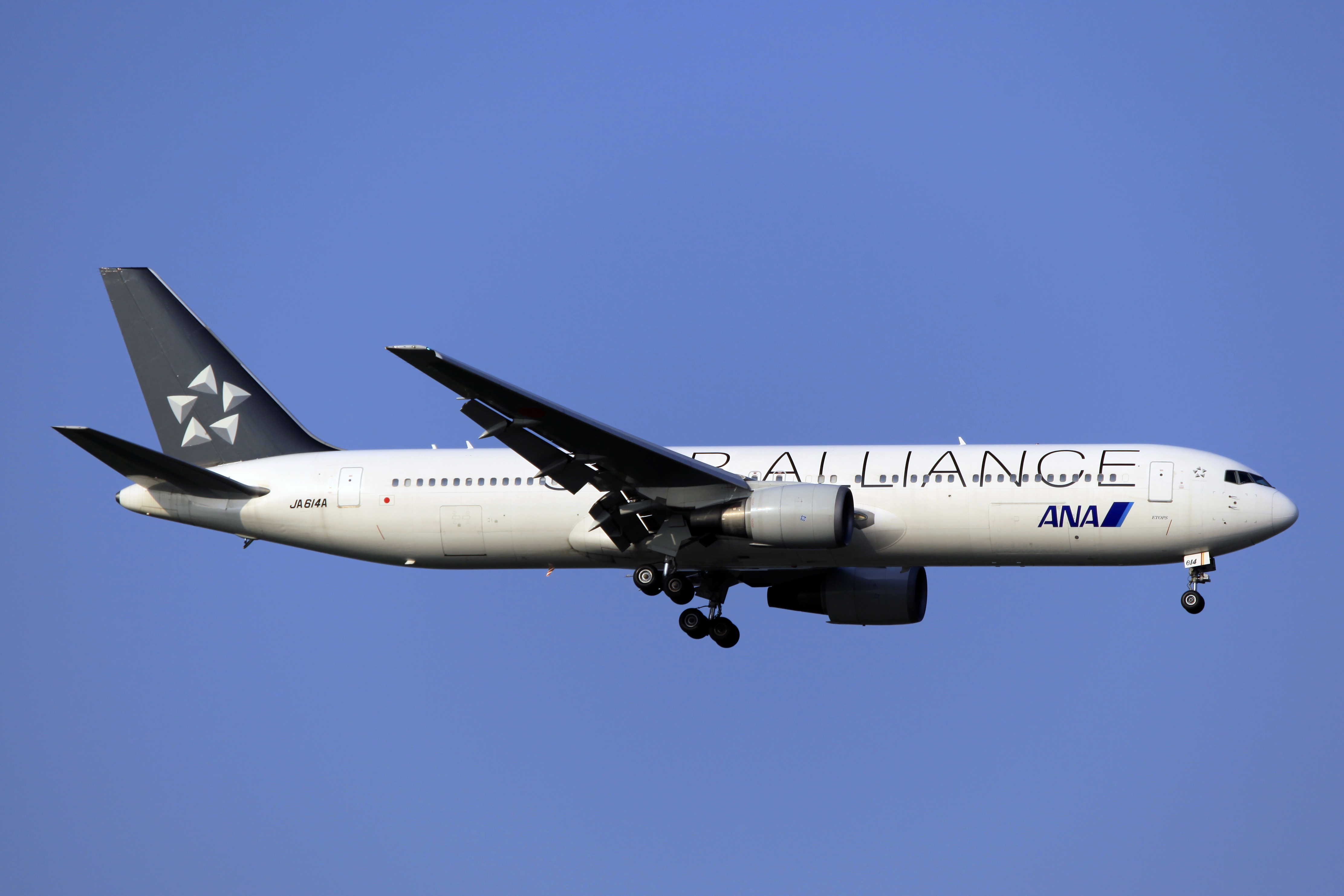
スターアライアンス塗装のボーイング767

その後1999年（平成11年）10月に、航空連合の一つであるスターアライアンスに9番目の航空会社として加盟した。スターアライアンス加盟航空会社とのコードシェアによって国際線路線網の少なさをカバーするとともに、重複路線からの自社運航便の撤退や、日本国外での知名度を向上させるなど、航空連合に加盟することで自社の弱点を補うという経営戦略への転換を図ることとなる。なお加盟後は機体に「STAR ALLIANCE」のマークとロゴマークを追加している。
経営不振に伴い、1999年5月に制定した2002年度に至るまでの中期経営計画では、選択と集中を推し進めるとし構造改革を勧めた。ビジネスユーザにターゲットを絞った路線展開を進めることとなり、国際線に関しては従来ハブ空港であった成田と関空の2拠点を改め、二期工事完成を控える成田に経営資源を注力する方針となった。これに伴って関空発着の欧州・豪州方面の長距離路線は撤退・コードシェアへの移管を進めた。また関空発着路線に機内食を提供している関西インフライトケータリングを始めとする関空周辺の関連会社の経営権を手放したりした。関空を拠点とする新たな運航会社(エアージャパン)に関空発着路線を2000年度から全日空から運航を移管しコスト削減を進めるとした。これらの路線整理に伴い国際線は座席キロベースで3割程度削減した。国内線に関しては、関空・福岡路線を中心とした地方路線のエアーニッポンへの移管にともなうコスト削減、羽田への経営資源の集中投下を進めるとした。
2000年7月に日本航空、日本エアシステム (JAS)とともに東京(羽田)-大阪(伊丹・関空)においてシャトル便の運航を開始した。
関空発着の長距離線撤退に伴い国際線の事業規模は縮小したものの、2001年3月期においては旅客数の向上、上級クラスの利用率向上が見られるなど収益性は向上し黒字転換に近づいた。関空発着路線においても新たにホノルル線を開設するなどしてアジアおよびリゾート路線の拠点空港としての立ち位置を明確にさせたり国際線のエアージャパン・国内線のエアーニッポンへの移管を進めたりと収益性の向上に努めた。また一部の羽田発着の国際チャーター便にも参入した。後にホノルル路線は、ユナイテッド航空の共同運航便として路線を維持。半数以上の座席をANAが販売し、機材や乗務員はユナイテッド航空によるものだったが、その後運休。
これらの改革の結果、定期便進出から18年後の2004年度に国際線の初の黒字化を達成した。

### 政府の援助による経営再建
2001年（平成13年）9月に発生したアメリカ同時多発テロ事件による世界規模での航空需要の落ち込みを受けて業績が低迷し、国土交通省の助けを受けて日本航空や日本エアシステムとともに政府系金融機関の日本政策投資銀行から無利子融資を受け、経営の再建を図ることとなった。しかし、2003年（平成15年）度と2004年（平成16年）度にもSARSの蔓延などにより再度世界規模での航空需要の落ち込みが起きたことで業績が低迷し、リストラを行うことを条件に日本政策投資銀行から合計500億円に上る無利子融資を受けた。この結果2003年（平成15年）度は黒字を計上。悲願であった復配も達成した。また2004年（平成16年）4月26日に、ボーイング社が開発しているボーイング787（開発名称7E7）を50機発注し、同機のローンチカスタマーとなった（後述）。

### 呼称変更

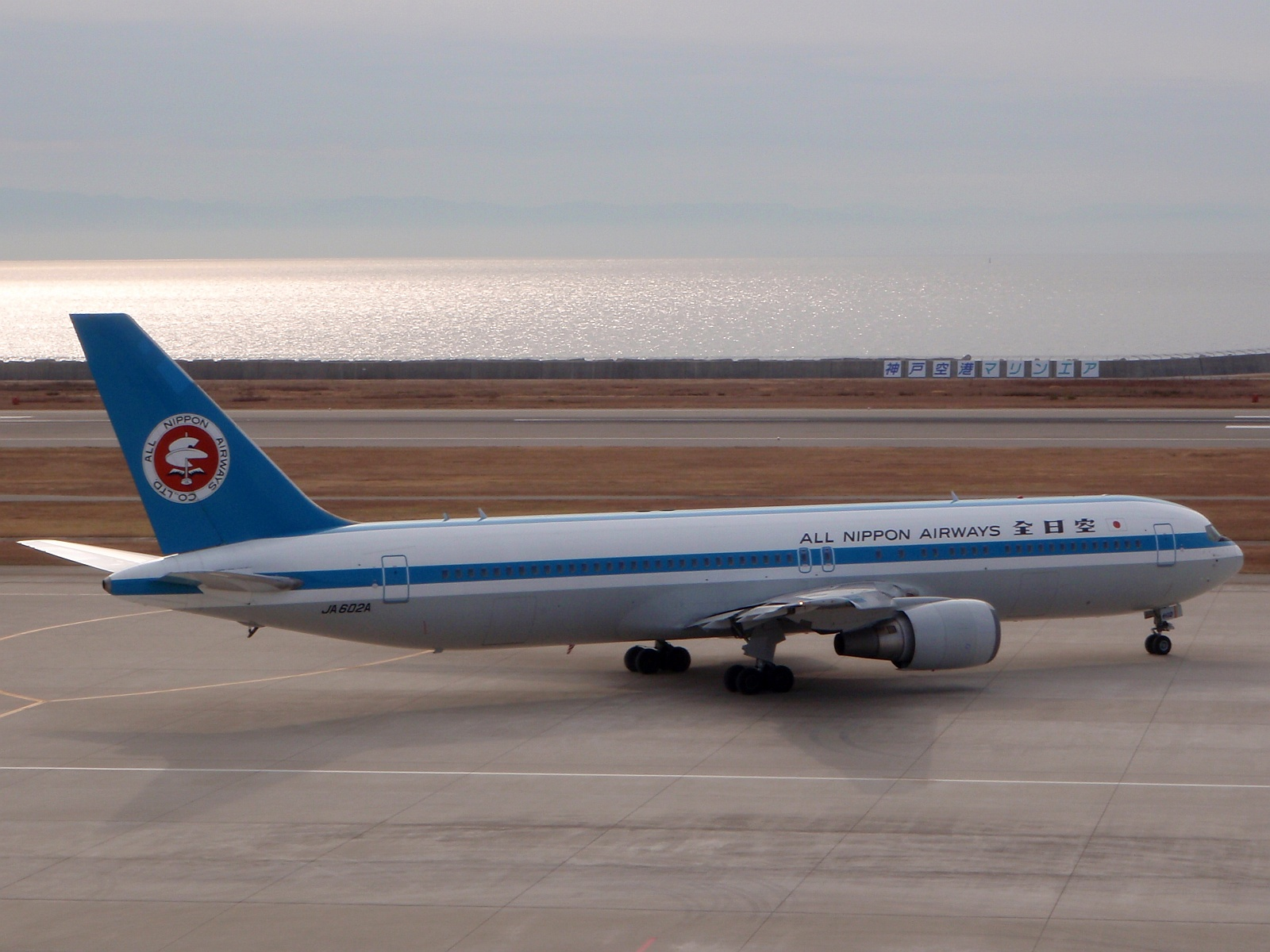
レオナルド・ダ・ヴィンチが描いたヘリコプターを意匠とした塗装（復刻、ボーイング767-300）

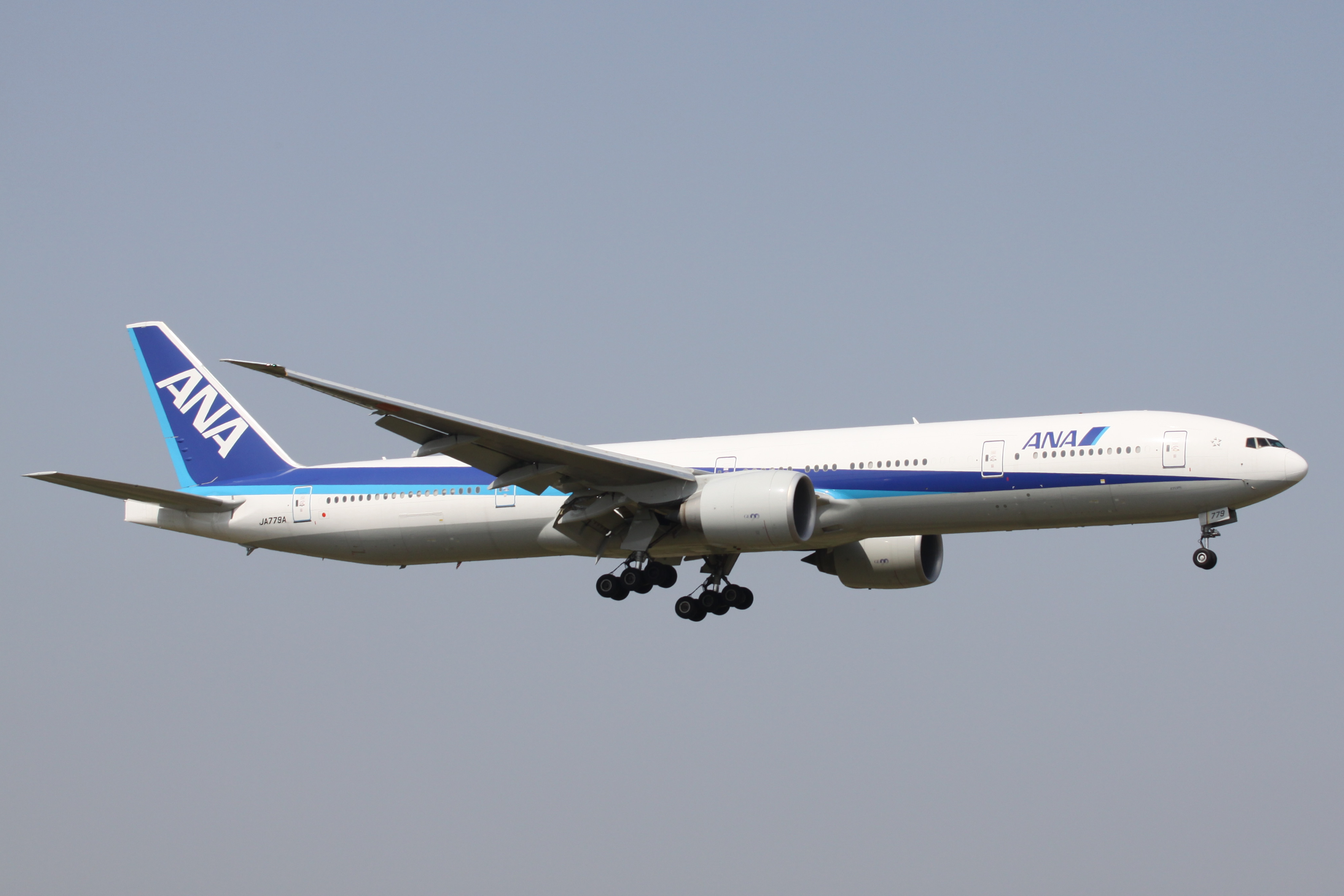
全日本空輸のボーイング777-300ER

2003年に、公式の呼称を慣れ親しまれてきた「全日空」から、同社の英字社名「ALL NIPPON AIRWAYS CO., LTD」の頭文字を綴った「ANA（エイ・エヌ・エー）」へ変更・統一してイメージ転換を図り、ロゴマークも「全日空」や「All Nippon Airways」から「ANA」に変更し、グループ航空会社運航機を含めて機体塗装もロゴマーク部分を変更している（一部の機材を除く）。なお、ANA（アナ）の読み方は誤りである。機体への機種名表記はこの時に消滅したが、後に導入されたボーイング787などでは機種名を表記している。グループ会社についてもほとんどが社名の「全日空」を「ANA」に変更しており、2014年2月現在、社名に「全日空」と付く企業は全日空商事、全日空商事デューティーフリーと全日空モーターサービスを残すのみとなっている。しかし、一般的には引き続き「全日空」と呼ばれることが多く、日本のマスメディア各社の報道などでは「全日空」の呼称が使われることが多い。また、同時期（2004年）にグループ航空会社（エアーニッポン・エアージャパン等）での運航便を「ANA」便名へ変更している。

### LCC設立
これまでのFSC（フルサービスキャリア）としてのノウハウと実績に固執せず、後に日本の航空史に新たな時代を刻んだ。2011年8月31日にエアアジア・ジャパン株式会社を設立、2012年8月1日に就航。2013年10月26日をもってすべての便の運航を一時休止し、同年11月1日に商号を「バニラ・エア株式会社」に変更、12月20日から運航を再開した。2011年2月10日、A&F・Aviation株式会社として設立され、5月24日にPeach・Aviation株式会社に商号変更。翌年3月1日より運航を開始した。これにより、ANAグループと内に異なる2つのLCCが誕生した。しかし、成田を拠点に就航するバニラ・エア、関空を拠点に徐々に就航地を増やしていくPeachとでは、徐々に格差が生まれはじめる。LCCの費用対効果には厳しく決断を下す姿勢を推進し、この2社の経営統合を発表。Peachはこれにより国内最大規模のLCCとなり、2017年4月13日 - ANAホールディングスの連結子会社となる。

### 持株会社化
2012年（平成24年）2月17日、全日本空輸は2013年（平成25年）4月1日を以て持株会社制へ移行する方針を発表した。持株会社の名称は「ANAホールディングス株式会社」、事業会社の名称は「全日本空輸株式会社」となり、会社分割の手法により持株会社となった。持株会社制移行に先立ち、2012年（平成24年）4月2日に事業の受け皿となる子会社としてANAホールディングス株式会社が設立され（事業譲り受け時に「全日本空輸株式会社」に社名変更）、持株会社移行の際に「全日本空輸株式会社」が「ANAホールディングス株式会社」に社名変更された。また、2012年（平成24年）4月よりそれまで使われていたレオナルド・ダ・ヴィンチのヘリコプターの絵をあしらった社章・社旗をANAロゴに変更した。
2012年（平成24年）まで使用されていた社章は、ANAマイレージクラブ入会からの総飛行距離が一定数に達した際の記念品に用いられている。2012年4月ANAグループ空港ごとに空港運営会社化する。基幹空港ごとにグランドハンドリング部門と旅客サービス部門を主軸に、部門共存型の空港運営会社化を決定。関西2大空港の旅客サービスを担う「エーエヌエースカイパル」を関空と伊丹、それぞれに分割。伊丹はANAエアポートサービス（旧APS※現行のANAASとは別会社）及び関空は、新関西エアポートサービスそれぞれ統合し、ANA大阪空港及びANA関西空港が発足する。その他、ANAエアサービス福岡とANAグランドサービス福岡が統合され、ANA福岡空港株式会社発足。エアー沖縄が総代理店運営をしていた、那覇空港では、ANA沖縄空港とANAグループに編入。中部や札幌の他、首都圏空港も順次新体制へと統合が進み、ANAエアサービス東京、新東京空港事業、成田エンジニアリングサービスが統合し、ANA成田エアポートサービスが誕生。

### 現在
2006年12月、ホテルの運営事業をインターコンチネンタル・ホテルズ・グループ（IHG）との合弁会社に移管。譲渡対象となる13ホテルを含む国内30ホテルの運営は引き続きIHG・ANAホテルズグループが行うと発表。翌年4月13日開いた臨時取締役会で、国内に保有する直営13ホテルの土地・建物と1関連子会社を米証券大手のモルガン・スタンレーグループに譲渡することを決めた。譲渡価格は約2813億円。ANAは本業の航空事業に経営資源を集中すると発表。
この2007年には、『エアー・トランスポート・ワールド』（ATW）誌上で「エアライン・オブ・ザ・イヤー」に初めて選ばれた。なお、日本の航空会社として選ばれたのは日本航空に次いで2社目となる。2013年4月には、イギリス・スカイトラックス社が運営する「エアライン・スター・ランキング」で日本の航空会社として初めて、アジアで6社目、世界で7社目として5つ星を獲得した。また、2013年7月には2006年4月に日本ユニシスと開発に合意していたAirCoreを採用した予約系システム（CRS）を稼働し、大手ネットワークキャリアの中では世界で初めて予約系システムを汎用機からオープン系へと移行した。
2014年（平成26年）5月には「旅客キロ」（RPK）と呼ばれる航空指標で初めてJALを上回ってANAが日本国籍航空会社のトップに立った。
これには日本航空の経営再建や、同年3月の羽田空港発着枠割当で大幅にANAに対して発着枠が割当られたことなどが影響している。ANAが日本航空を追い抜いたことは日本の航空行政の歴史上大きな意味を持つといわれている。
急拡大したANAの国際路線網は、ANAHDグループが安定的な黒字決算に寄与し、2014年（平成26年）には追加発注となる777-300ER型機6機を含む多数の新規機材発注を行うなど、同社の中長期的な成長投資を支える原動力になっている。中期的な成長原資として追加発注したB777-300ERやA320neoファミリーなどの新規機材を活用し、さらなる自社運航の国際路線強化を推進している。
2015年（平成27年）4月には初の国際線仕様B787-9型機を受領した。また新サービスブランド「Inspiration of Japan (IOJ: インスピレーション・オブ・ジャパン)」仕様に機内内装を改修する為、約4年がかりで特別改装作業を行っていたB777-300ER型機も全機改修が完了し、全ての機体に「IOJ」のロゴが塗装された他、2015年（平成27年）前半に受領した新造機と合わせて20機以上のB777-300ER型機を自社保有している。中長期的展望としては、中央アジアやアフリカ大陸などへ長距離国際線の新規開設や、2020年東京オリンピック関連の航空移動特需への対応などを重要課題として挙げた。
同年、日本の航空会社として、初の直行便として東京からベルギー/ブリュッセルへの自社運航便を就航させることを発表した。ヨーロッパの中央に位置するブリュッセルは欧州連合（EU）本部や、NATO本部が所在し、ビジネス利用などの安定需要が期待できるという。同年6月にはアメリカ合衆国ヒューストンへの直行便を新規開設した。
2017年（平成29年）2月には、日本からの経済進出事例が急増しているメキシコ/メキシコシティに自社運航便を就航させた。
いずれの路線でもローンチカスタマーとして50機以上を発注しているB787ファミリー（ドリームライナー）が持つ長大な航続距離を活用する事により、直行便運航を可能としている。
2019年（令和元年）5月24日、成田-ホノルル間でエアバスA380を使用したフライングホヌ (ハワイの空 ANAブルー)が就航した。
2020年（令和2年）はCOVID-19の影響で国際線・国内線共に売上が大幅に減り、2021年3月期第1Qでの経常利益は 156,544 百万円の赤字 (前年同期は 17,038 百万円の黒字)、「親会社株主に帰属する四半期純利益」は 108,819 百万円の赤字 (同 11,418 百万円の黒字)となった。同年10月27日、2021年3月期 第2四半期決算が売上高は2,918億円、営業損失は2,809億円、経常損失は2,686億円、親会社株主に帰属する四半期純損失は、繰延税金資産等を計上（約760億円）したことにより、1,884億円となり、2021年3月期の連結業績予想は、売上高7,400億円（前期比62.5％減）、営業損失5,050億円（前期営業利益 608億円）、経常損失5,000億円（前期経常利益 593億円）、親会社に帰属する当期純損失5,100億円（前期親会社に帰属する当期純利益 276億円）を見込み、総額4,000億円の劣後特約付シンジケートローン契約締結を発表。事業構造改革として、コスト削減の一環で2020年度中に経年機を中心に計35機退役をすすめ、導入は超大型機エアバスA380型機の3号機を2021年に受領延期、次世代大型機777-9を2023年以降受領延期それぞれの交渉がメーカーと纏まった事を発表。Peach Aviationに次ぐLCCの「第3ブランド」の運航を2022年を目処に開始すると発表した。第3のブランドは、中距離東南アジア・豪州路線を中心に拡大が見込まれるレジャー需要獲得を担うために立ち上げる。また、エアージャパンを母体とすることで、速やかな事業立ち上げが可能であり、急激な需要動向の変化への柔軟な対応力を保持できる。ANAで使用されているボーイング787型機を活用することで低ユニットコストを実現する。
同年10月20日、持続可能な航空燃料（SAF）の調達に関する戦略的提携をネステ社と締結したことを発表。10月24日以降の羽田・成田発の定期便にて利用を開始し、日本国籍航空会社として初の日本発定期便における取り組みとなった。
2020年10月、1954年2月の旅客事業開始から発行してきた紙の時刻表を廃止すると発表した。
2024年～2025年、新たに、ストックホルム、ミラノ、イスタンブールの東京五輪での発着配分3路線を4年遅れで就航。

## ロゴマーク
高橋経のデザインにより、1982年より使用している現行のロゴと塗装は、「ANA」の文字の横に、機体塗装にも使用されている濃い青のトリトンブルーと薄い青のモヒカンブルーを組み合わせた平行四辺形のラインが入っている。トリトンブルーは、海の波と風を鎮めたといわれるギリシア神話の神トリートーンに由来し、航空業界では機体のことをシップ、機長のことをキャプテンと呼ぶ、左側から乗降することなど船舶の慣習から伝わった要素が多く、海と空で違いはあるものの、「旅の安全」を願う気持ちを込めて命名されている。モヒカンブルーは1982年の塗装変更以前の「モヒカン塗装」に使用されていた色で、この2色がロゴ、機体塗装など様々な個所で使用されている。2002年頃までは、平行四辺形のラインの右または現在のロゴにあたる部分の下に「全日空」と併記されていた。2013年にはタグラインとして「Myriad（ミリアド）」のフォントを用いた「Inspiration of JAPAN」が設定されたことは前記したが、同年より機体にも順次表記されている。

## ボーディングミュージック（搭乗・降機時BGM）
2002年以降、ANAグループの便ではボーディングミュージック（搭乗・降機時BGM）は葉加瀬太郎の『Another Sky』を採用している。これはANA50周年に合わせ書き下ろされたイメージソングで、10年後の2012年には『Another Sky～ANA 60th Anniversary Version』が新たに制作され期間限定で使用された。現在使用されているバージョンは三代目（『Symphonic Another Sky』）で、2018年12月1日から使用されている。

## 国内線
2022年10月30日現在、エア・ドゥ、ソラシドエア、スターフライヤー、アイベックスエアラインズ、オリエンタルエアブリッジ、日本エアコミューター、天草エアラインとコードシェア（共同運航）を実施している。

### 定期便就航地
ANAグループ全体での就航地を記載。
季節運行便・コードシェア便も記載。※印はコードシェア便のみ就航する空港、〇印は季節運航便の就航空港。×印は貨物の取扱なし。
太字はANAグループの拠点空港（ハブ空港）。斜字は焦点空港。
北海道地方
- 新千歳空港
- 稚内空港
- 利尻空港 〇
- 紋別空港
- 女満別空港
- 中標津空港
- 釧路空港
- 旭川空港 〇
- 帯広空港 ※×
- 函館空港

東北地方
- 青森空港 ×
- 大館能代空港
- 秋田空港
- 庄内空港
- 仙台空港
- 福島空港

関東地方
- 東京国際空港（羽田空港）
- 成田国際空港
- 八丈島空港

中部地方
- 新潟空港
- 富山空港
- 能登空港
- 小松空港
- 静岡空港
- 中部国際空港

近畿地方
- 大阪国際空港（伊丹空港）
- 関西国際空港
- 神戸空港 ×

中国地方
- 鳥取空港
- 米子空港
- 石見空港
- 岡山空港
- 広島空港
- 岩国空港
- 山口宇部空港

四国地方
- 徳島空港 ×
- 高松空港
- 高知空港
- 松山空港

九州地方
- 福岡空港
- 北九州空港 ※
- 佐賀空港
- 大分空港
- 長崎空港
- 対馬空港
- 福江空港
- 壱岐空港 ※×
- 熊本空港
- 天草空港 ※×
- 宮崎空港
- 鹿児島空港
- 種子島空港 ※×
- 屋久島空港 ※×
- 喜界空港 ※×
- 奄美空港 ※×
- 徳之島空港 ※×
- 沖永良部空港 ※×
- 与論空港 ※×

沖縄地方
- 那覇空港
- 宮古空港
- 石垣空港

### 座席

#### プレミアムクラス

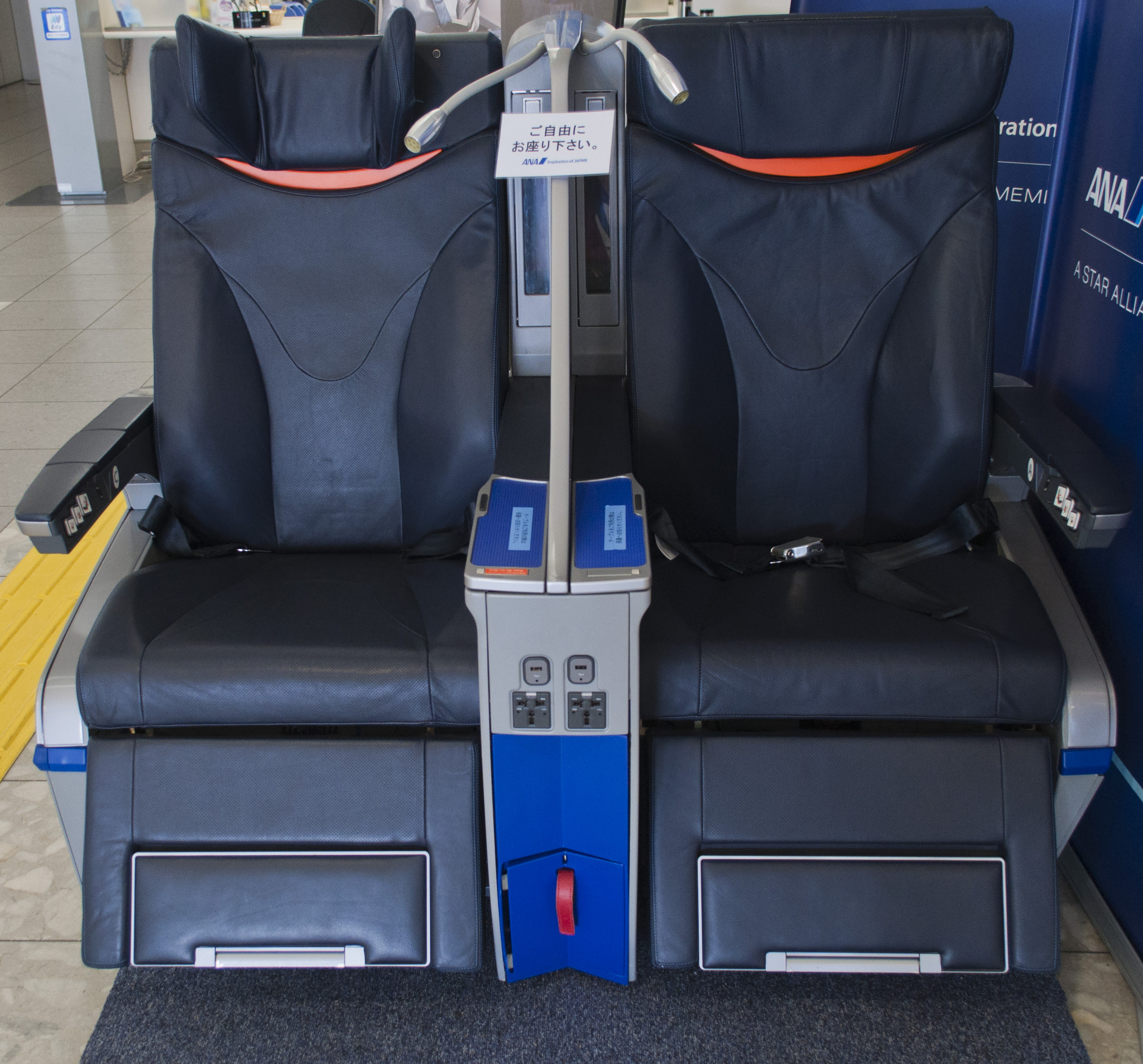
プレミアムクラスシート（福岡空港における展示）。新型のシートで、順次導入・置換されている。

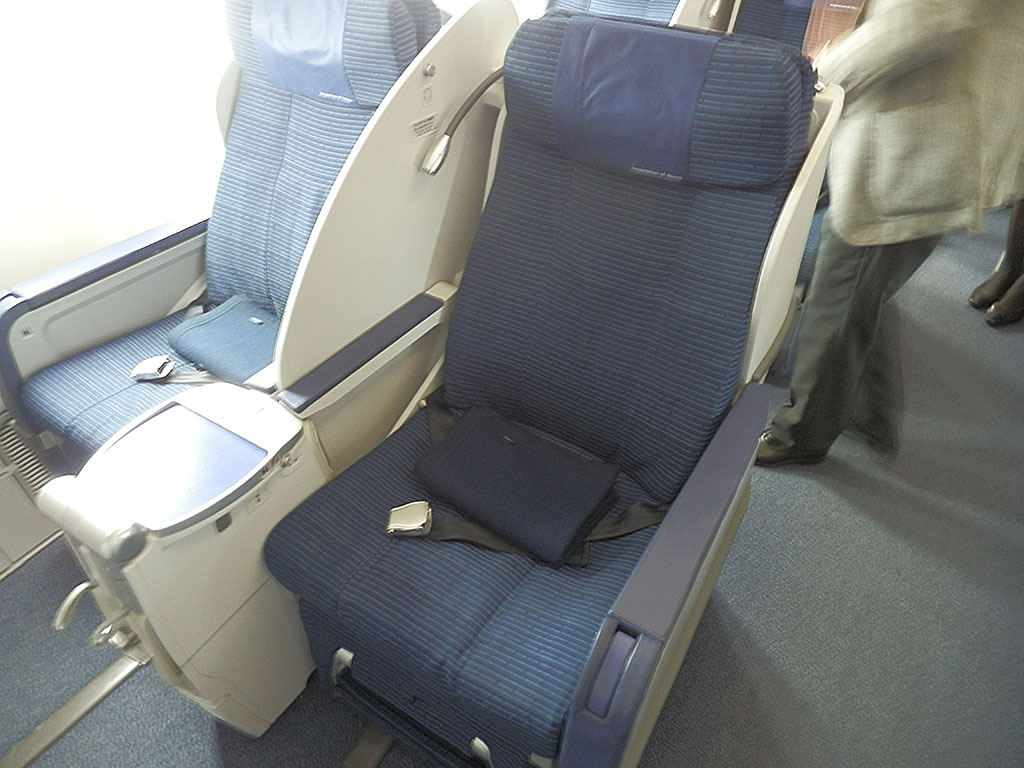
B787-8「ANA BUSINESS CRADLE」本来は国際線ビジネスクラスシートであるが、当該機材が国内線で使用されている場合もある。予約の際の表記は78Mである。

2008年4月に導入された国内線上位クラスで、同年3月までの『スーパーシートプレミアム』およびそれ以前に存在した『スーパーシート』と同等のクラスである。他社で言うところの、日本航空におけるクラスJの設定便数の多さとファーストクラスの上質とされるサービスを足し合わせたような内容である。設定座席数は各機種で異なっており、現在、DHC8-Q400を除くすべての国内線機材に設定されている。因みに国際線仕様のボーイング787-8、ボーイング767-300ER、エアバスA320neoが充当される便ではビジネスクラス座席がプレミアムクラスとして割り当てられることもある。
シートピッチは50インチ（ボーイング787-8の一部の機材は57インチ）である。座席の種類は、ボーイング767-300で使用されるもの、ボーイング777で使用されている先代のスーパーシートプレミアムと同様のもの（座席表地の色はほかのプレミアムクラスと同一）、ボーイング737で使用される座席にAC電源および読書灯が内蔵されているもの、ボーイング787で使用される暫定的に国際線ビジネスクラス用座席を装備するもの、2012年に受領したボーイング777-200ER新造機（国内線仕様）から導入された本革素材の新デザインのものの5種類がある。かつて運用されていたボーイング747-400D型機では、767-300型機と同タイプのシートを、シートピッチ45インチで配置していた。新デザインの座席は2013年11月現在、ボーイング787とボーイング737-800にも装備されており、他の機材についても順次更新をすることが発表されている。
各空港にあるANAラウンジを無料で利用でき、羽田・伊丹・新千歳・福岡の各空港には優先的に利用できる保安検査場が設定されている。また、機内預かりの荷物は40kgまで無料となっているほか、搭乗・返却時の取り扱いが（一般客に先んじて）優先的に案内される。
機内での喫食の提供については、時間帯や出発地、または到着地で調整された機内食、一部幹線路線、機材においてはホットミールも提供する。軽食は朝食メニューからスープ等の汁物を省いて、持ち帰り可能な茶菓子に代えられる。飛行時間が短い路線では茶菓子と飲み物のセットメニューを提供する。飲み物はソフトドリンクをはじめ、国際線ビジネスクラスで提供するような高価なアルコール飲料、ビールなどが無償でサービスされる。
運賃は『プレミアム運賃』と称した普通運賃より高めのものが設定されており、割引運賃として特割・旅割28のプレミアムクラス用設定の『プレミアム特割』『プレミアム旅割28』も存在する。また、普通席を予約している旅客においては2018年3月31日までは当日空席がある場合に限り、カウンター等で追加料金9,000円（2015年3月から。それ以前は8,250円、2014年3月まで8,000円、2012年9月搭乗分までは7,000円）を負担することでアップグレードが可能であった。
2018年4月1日からは、ANAマイレージクラブ会員のみ搭乗日の2日前からアップグレードの予約を受け付けるとともに、アップグレード料金が一律料金では無く路線ごとに料金が変り、東京-九州・沖縄路線や東京-新千歳、東京-大阪などの一部の遠距離・高需要路線は高く、そうでない路線は従来より低い金額が適用されるようになった。

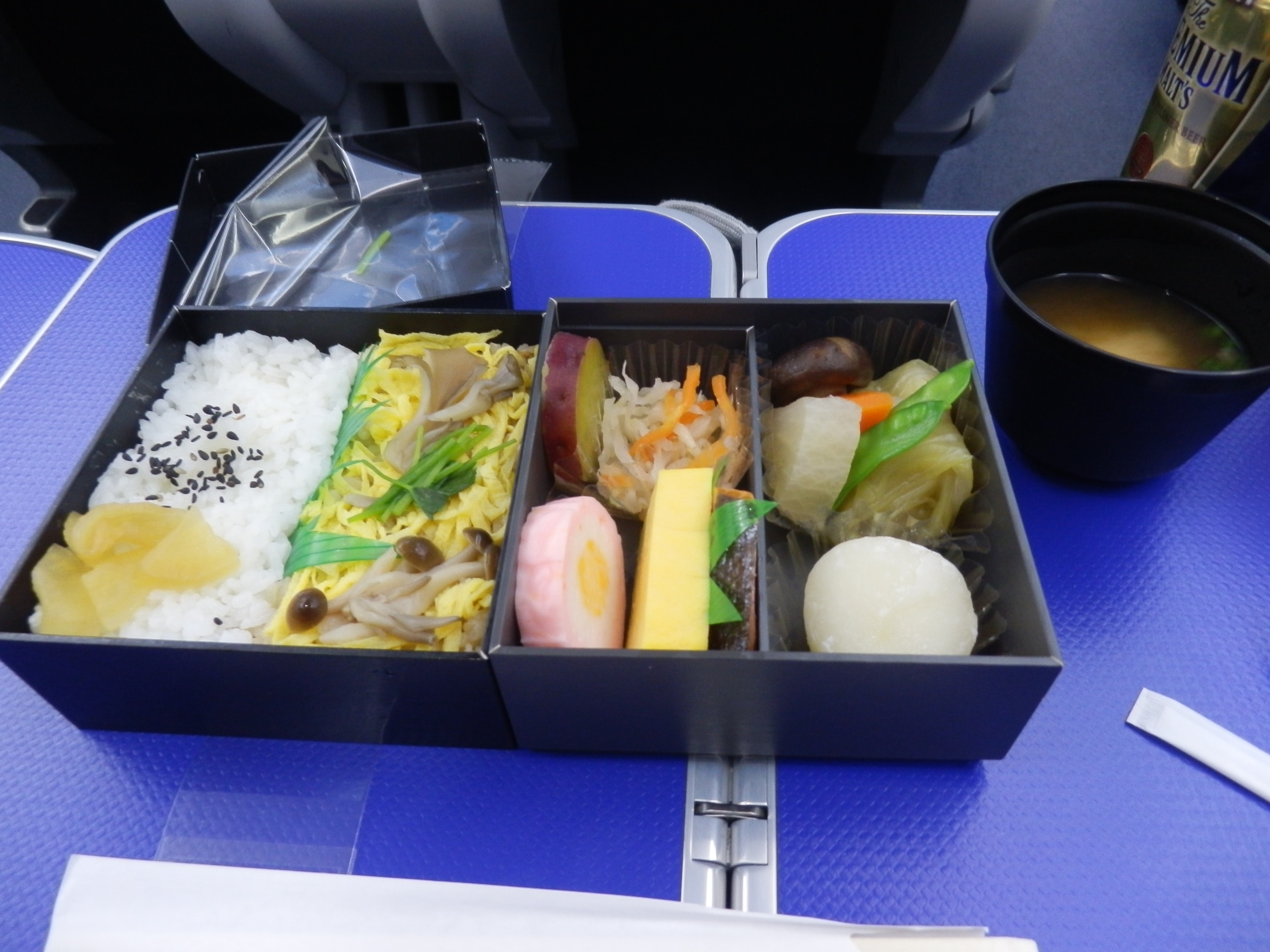
朝食・昼食・夕食時間帯の便に提供される「Premium GOZEN」の一例（2012年10月14日、鹿児島→羽田便）
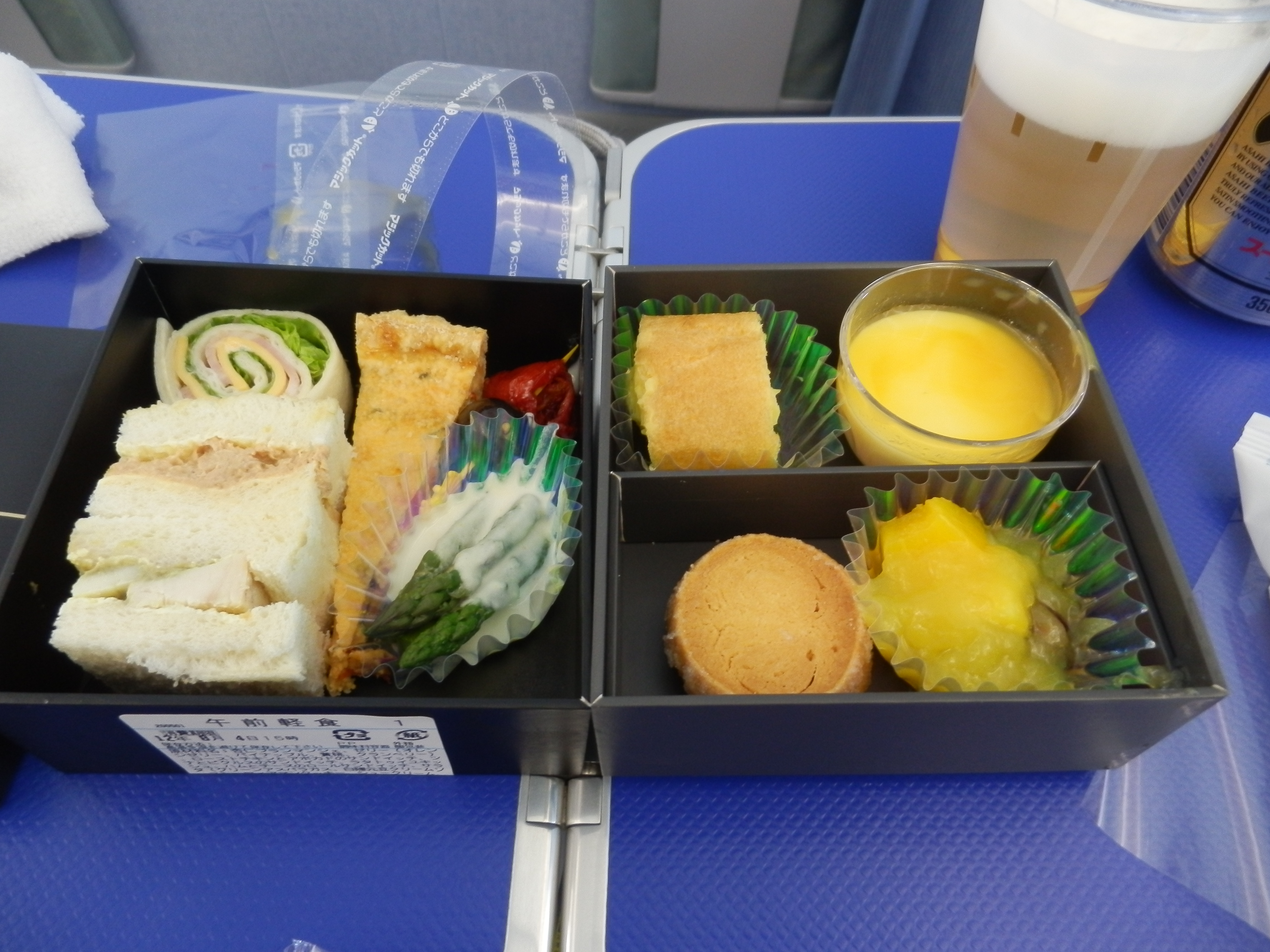
間食時間帯の便に提供される「Premium SABO」の一例（2012年8月4日、羽田→岡山便）
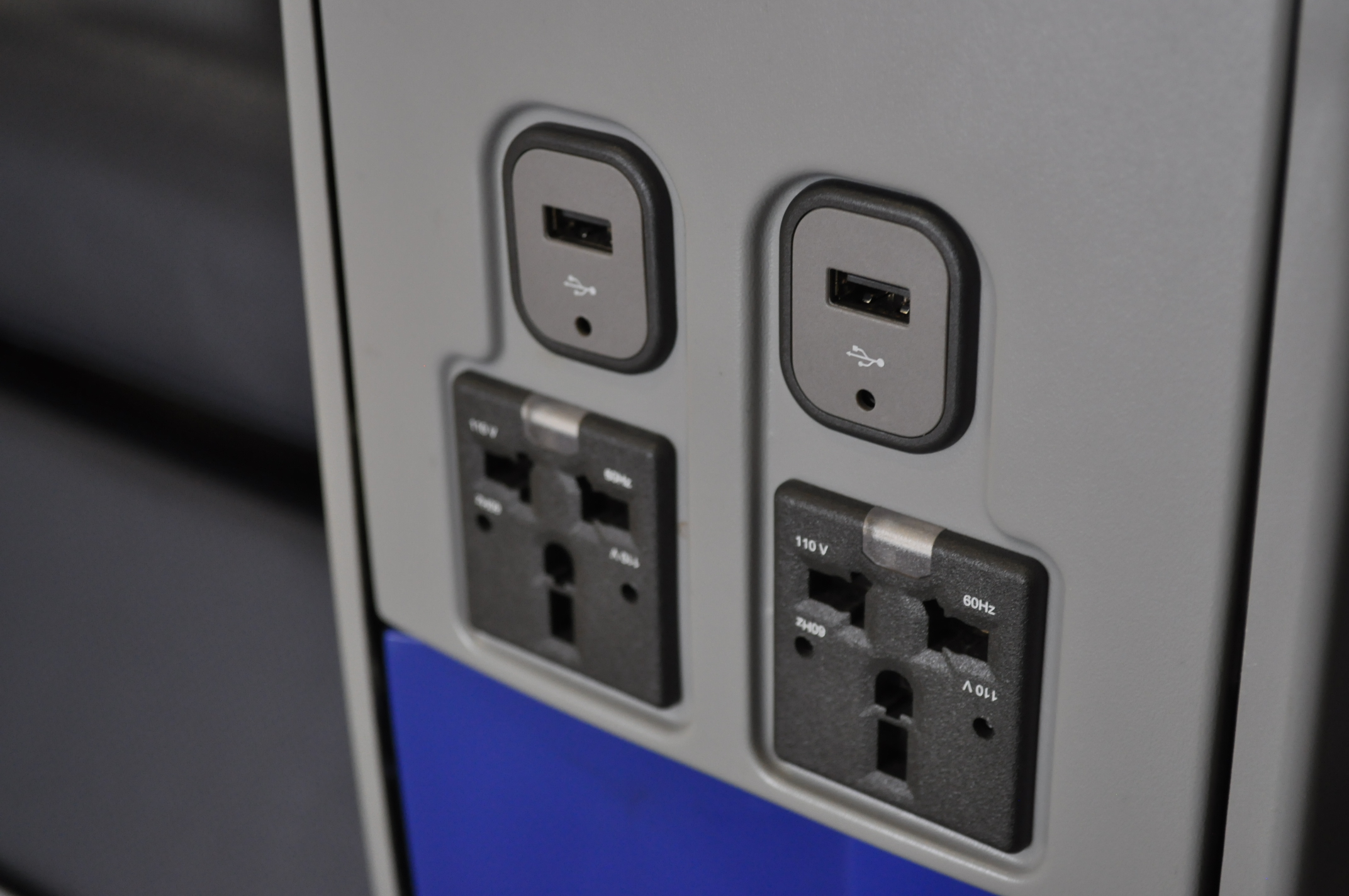
電源コネクタとUSBポート

#### 普通席（国内線）

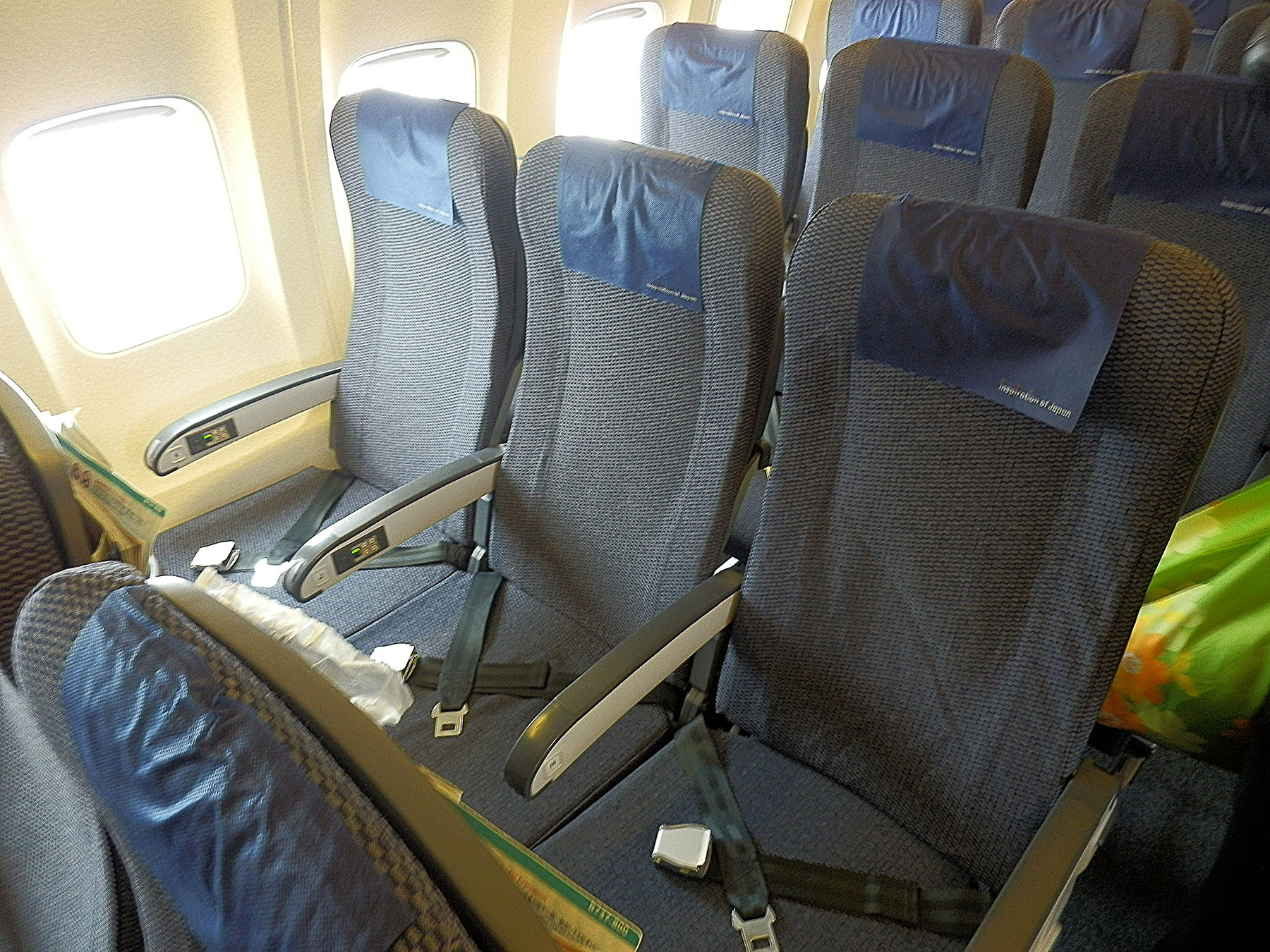
普通席（ボーイング737-800NG）

国内線の普通席は2005年以降、ボーイング747-400、エアバスA320、ボーイング737-500（一部リース機は除く）およびターボプロップ機以外で従来より背もたれ部を薄くした座席に順次取り換えられている。なお、ボーイング737-800で使用されるもののみ座席表地の色がほかの機材と異なっているほか、ヘッド部分のクッションがないという相違点がある。これまで一般的に座席の下部にあったシートポケットを背面テーブルと同じ位置に移動させたため、従来の座席よりも足元の空間が広くなった。また、旧型座席にはかつて喫煙席を設定していた名残から肘掛けに灰皿を装備していたが、1999年に機内が禁煙となったため、新型座席には灰皿が設置されていない。なお、2011年に導入されたボーイング787-8の暫定国内線仕様機においてはシートモニターが標準装備されている。2012年以降に新規導入されるボーイング777-200ERより順次、従来より軽量の新型座席が導入されており、ボーイング787-8国内線仕様機にも導入されている。

### SKiPサービス
2023年の3月31日をもって終了した国内線搭乗サービス。
航空券の発行を省略した電子航空券によるチケットレス搭乗サービスであり、QRコードまたは、ANAマイレージクラブ会員の場合はIC付き会員カードかおサイフケータイ対応の携帯端末での利用が提供されていた。

### 機内サービス
2010年4月から「ANA My Choice」と銘打った有料での機内サービスを拡充し、おつまみ付きアルコール飲料の販売、有料ではあるがより上質とされる飲料が販売されるほか、プレミアムクラス設定便では普通席でもプレミアムクラスの昼食・夕食を購入でき、さらに沖縄便限定でサンドセットなども有料で提供している。また、カップうどんの販売やハーゲンダッツアイスクリームの販売開始。一方で、2010年4月から普通席で無料で提供される飲料は水と日本茶（冷・温）のみに縮小されたが、のちに格安航空会社への対抗から、無料の飲料メニューは追加され、アップルジュース、2012年6月からコーヒー（同時に、有料だったスターバックスコーヒーの販売は取りやめ）、2013年4月1日からビーフコンソメスープの無料提供を再開した。
他の航空会社に先立ち、普通席での新聞貸出は2010年1月4日に廃止されている。また、全てのクラスにおいて、機内誌「翼の王国」は希望者のみにしか配布されなくなった。
2017年10月29日からヘッドホンがヘッドバンド型からインナーイヤー型に変更された。ヘッドバンド型は座席前の収納ポケットに置いてあったが、インナーイヤー型に変更後は、搭乗改札を通過後イヤホンが入っているカゴから取る又は機内で貰う。インナーイヤー型は持ち帰りができる。

#### Wi-Fi サービス
国内線のWi-Fi サービスは2016年1月25日より開始された。システムは、米パナソニックアビオニクス製の航空機内インターネット接続サービス「eXConnect」と、航空機内衛星テレビサービス「eXTV」 を採用。「ビデオプログラム」、「電子書籍」、「オーディオプログラム」、「ANA SKY LIVE TVサービス」のエンタテイメントコンテンツは無料で提供され、機内インターネット接続サービスは、当初は有料で40分接続できる550円のプランと時間無制限の1050円のプランがあったが、2018年4月から無料化された。
2018年度末までに、国内線機材約100機にWi-Fi機器を導入予定で、2017年末現在は約70機に導入済み。対象機種は、ボーイング777-300・787・エアバスA321・A320（32P）と一部のボーイング777-200・767・737-800。ただし、ボンバルディアDHC8-Q400ではインターネット接続やテレビ番組の視聴は出来ず、ビデオ番組とオーディオ番組、電子書籍サービスのみ利用できる。なお一部のボーイング777-200にはWi-Fi機器が導入されていない。

## 国際線
- ANAでは羽田空港を日本各地と海外とを結ぶ国内線と国際線の乗り継ぎ拠点、成田空港を日本を発着する需要に加え拡大する北米〜アジア間の国際線の乗り継ぎ拠点としてそれぞれ位置づけており、これを「首都圏デュアルハブモデル」と称している[80]。
- 2017年現在、アジア、ヨーロッパ、北アメリカなどの各都市に自社運航機材（グループ会社含む）による運航を行っている。併せて同じスターアライアンスメンバーをはじめとした多くの海外航空会社とコードシェア（共同運航）を行っている。スターアライアンス内では主にユナイテッド航空やルフトハンザドイツ航空、シンガポール航空などと相互にコードシェアを行っている。スターアライアンス以外では、ガルーダ・インドネシア航空やマカオ航空、エティハド航空、ベトナム航空などとコードシェア便の運航や提携を行っている。更に同じスターアライアンスメンバーのユナイテッド航空やルフトハンザドイツ航空、オーストリア航空、スイス インターナショナル エアラインズとは共同事業も展開している。

### 就航路線
2025年2月1日現在。コードシェア便による就航路線は除外する。○印は季節運航便または繁忙期限定便。

日本
2024年1月現在の就航地

自社国際線路線を開設している国内の空港は東京国際空港（HND）・成田国際空港（NRT）・関西国際空港（KIX）の3空港である。
中部国際空港（NGO）でもかつては国際線を運航していたが、新型コロナウイルス感染症や香港における民主化デモなどの煽りを受けて全ての路線が運休となり、今後の再開に関しても未定としている。2024年現在はコロナ禍から需要が急速に回復しているが、ANAはまず羽田空港路線の再開に主眼を置く方針を取っており、同時に不採算路線を削減することも検討している。
ANA国際線は社歴的に中国大陸路線への依存度が高く、関西国際空港で残る数少ない国際路線も中国大陸路線のみである。
東京国際空港（羽田空港）発着の国際線は発着枠の拡大に伴い、2020年からは路線ごとに第2ターミナルと第3ターミナル双方に振り分けられる予定だったものの、新型コロナウイルス感染症に伴う旅客需要減退により第2ターミナルの国際線運用が一時休止された。なお、その後の需要回復を受けて2023年7月より第2ターミナルの国際線運用を再開した。ANAの羽田国際線は将来的には第2ターミナルに集約する見込みである。
2024年現在でも、新型コロナウイルス感染症及びロシアによるウクライナ侵攻の影響が残っており、ロシア路線を中心に多数の運航計画変更が発生している。
 韓国
- 羽田 - ソウル（金浦）

 台湾
- 羽田 - 台北（松山）

 中国
- 羽田・関西 - 北京（首都）
- 羽田・成田・関西 - 上海（浦東）
- 羽田 - 上海（虹橋）
- 羽田 - 広州
- 羽田 - 青島
- 羽田 - 深圳
- 成田 - 大連
- 成田 - 杭州

 香港
- 羽田・成田 - 香港

 フィリピン
- 羽田・成田 - マニラ

 ベトナム
- 羽田・成田 - ホーチミンシティ
- 成田 - ハノイ

 タイ
- 羽田・成田 - バンコク（BKK）

 マレーシア
- 羽田・成田 - クアラルンプール

 シンガポール
- 羽田・成田 - シンガポール

 インドネシア
- 羽田・成田 - ジャカルタ

 インド
- 羽田 - デリー
- 成田 - ムンバイ

 トルコ
- 羽田 - イスタンブール

 イギリス
- 羽田 - ロンドン（ヒースロー）

 フランス
- 羽田 - パリ（ド・ゴール）

 ドイツ
- 羽田 - フランクフルト
- 羽田 - ミュンヘン

 ベルギー
- 成田 - ブリュッセル

 オーストリア
- 羽田 - ウィーン

 イタリア
- 羽田 - ミラノ（マルペンサ）

 スウェーデン
- 羽田 - ストックホルム（アーランダ）

 アメリカ合衆国
- 羽田 - ニューヨーク（JFK）
- 羽田 - ワシントンD.C.
- 羽田・成田 - シカゴ（オヘア）
- 羽田 - ヒューストン
- 羽田 - シアトル
- 羽田・成田 - サンフランシスコ
- 羽田・成田 - ロサンゼルス
- 羽田・成田 - ホノルル

 カナダ
- 羽田 - バンクーバー

 メキシコ
- 成田 - メキシコシティ

 オーストラリア
- 羽田 - シドニー
- 成田 - パース

- 開設延期中の路線[92]

 ロシア
- 羽田 - モスクワ（ドモジェドヴォ）

 アメリカ合衆国
- 羽田 - サンノゼ

- 運航休止中の路線[92]

 中国
- 成田 - 厦門
- 成田 - 武漢
- 成田 - 成都（双流）
- 成田 - 瀋陽
- 成田 - 青島
- 関西 - 大連
- 関西 - 青島
- 関西 - 杭州

 香港
- 関西 - 香港

 台湾
- 成田 - 台北（桃園）

 カンボジア
- 成田 - プノンペン

 ミャンマー
- 成田 - ヤンゴン

 インド
- 成田 - チェンナイ

 ドイツ
- 成田 - デュッセルドルフ

 ロシア
- 成田 - ウラジオストク

 アメリカ合衆国
- 成田 - ニューヨーク（JFK）
- 成田 - ワシントンD.C.

### 機内クラス
ファーストクラス
国際線就航時から長距離便を中心に設定されており、新しいコンセプトのファーストクラスは、ボーイング777-200ERのCLUB ANA「スーパースタイル」と同時に導入され、炊き立てのご飯を提供するサービスや「ザ・快食」（好きなときに好きな食事をとれるア・ラ・カルトサービス）、フルフラットシートの導入が開始されたのもこの頃である。
2002年には「New Style, CLUB ANA」実施と同時に導入された「New First Class」が採用され、ボーイング747-400とボーイング777-300ERに装備され、全席ソロシート、フルフラットシートとなっている。大型の枕や羽毛布団・ベッドパッドが用意され、快適な睡眠を行えるよう配慮されている。
2010年よりボーイング777-300ERの新造機に半個室型シートの「ANA FIRST SQUARE」が導入された。
2019年に導入されたエアバスA380には新シートを導入し、引き戸付きの個室に32インチの大型液晶ワイドスクリーンを導入した。
また、2019年投入のボーイング777-300ERにはドア付個室型シートに43インチ4K対応大型モニターを装備した「THE Suite」を導入した。

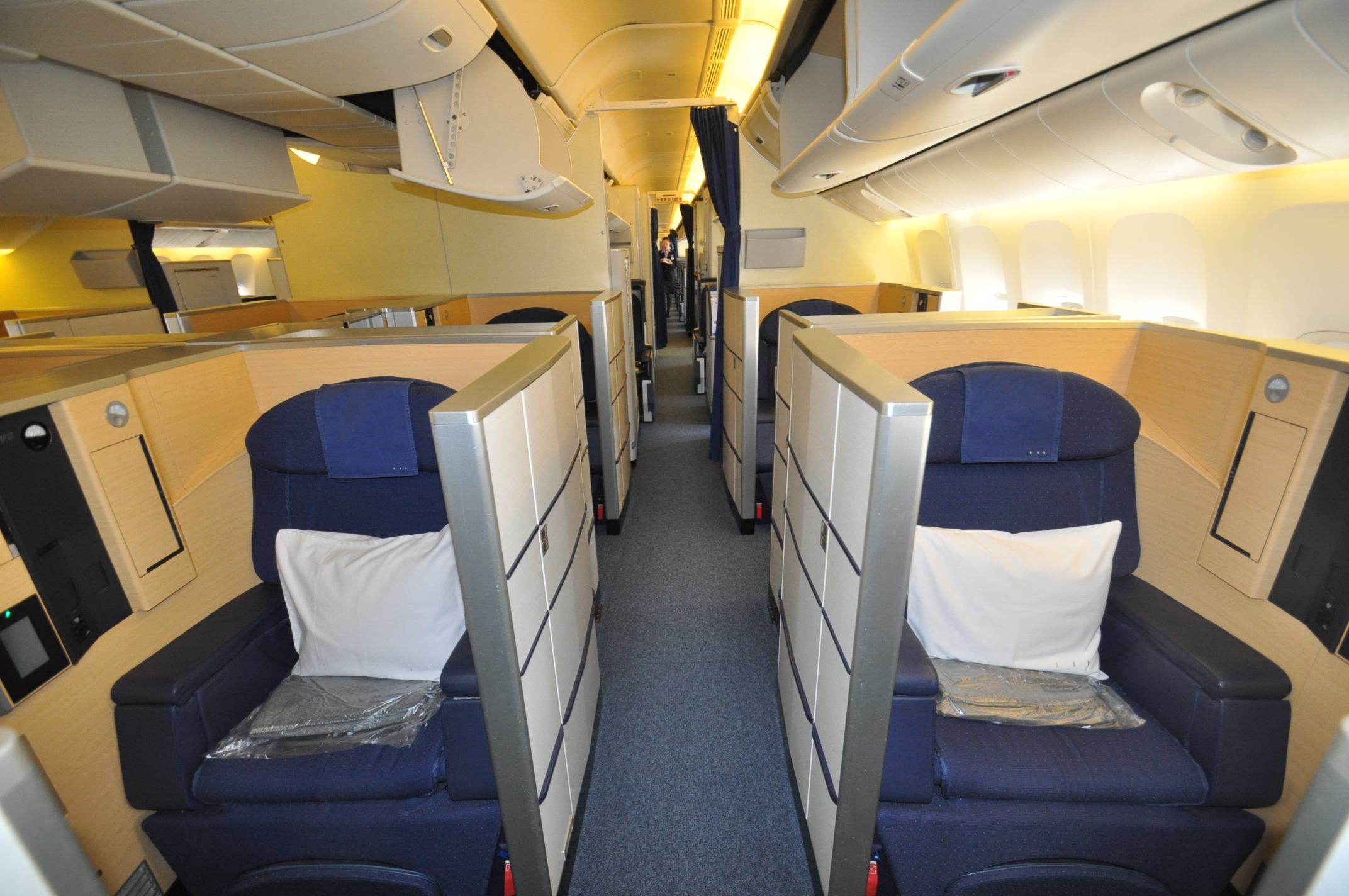
ANA ボーイング777-300ERファーストクラス
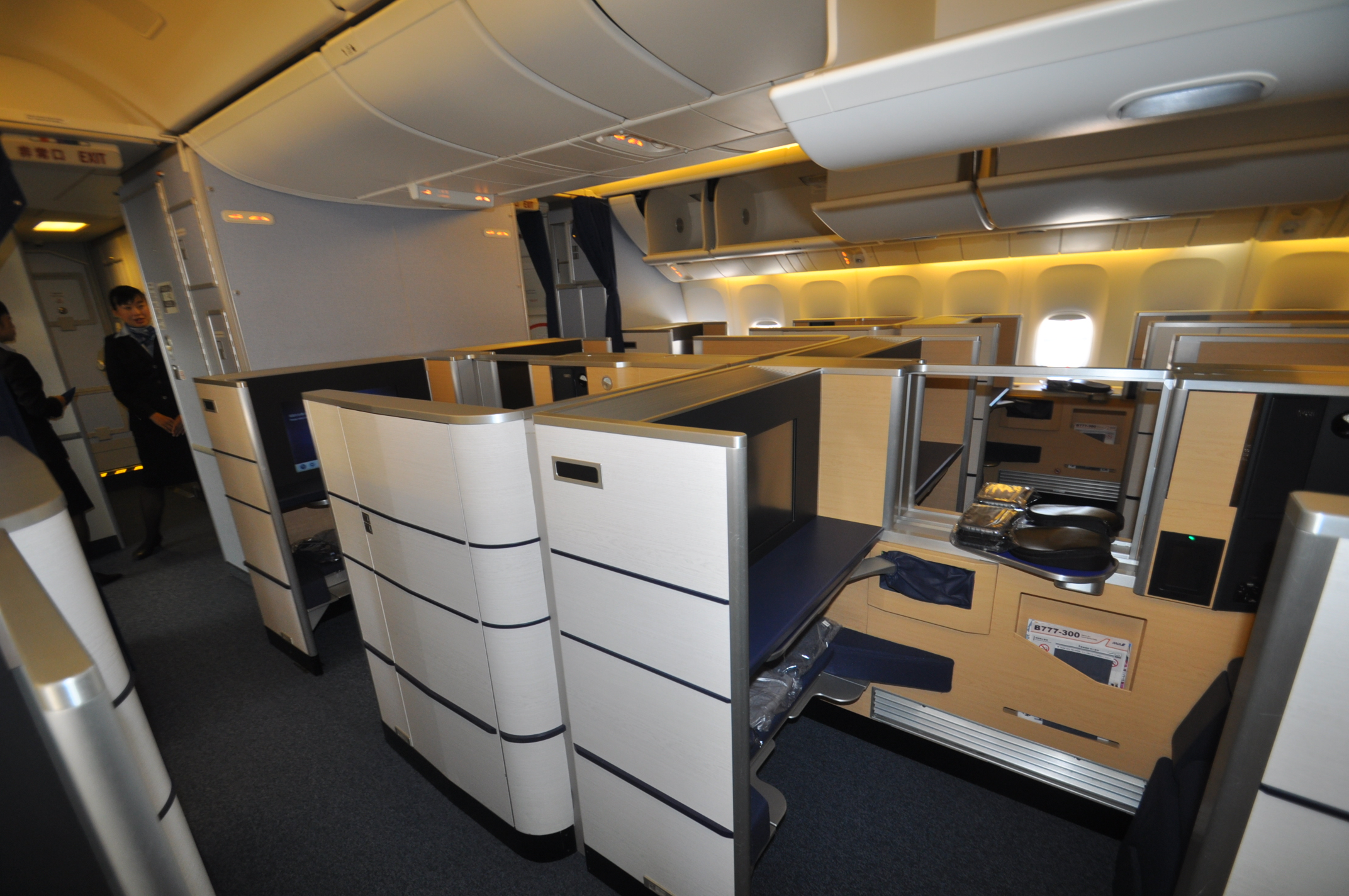
国際線ファーストクラスの定員は8名

ビジネスクラス
ビジネスクラス導入時には、他社がボーイング747-200で横7列、もしくは8列が標準であった中で、世界的にも数少ない横6列で運航を始めたが、1991年に導入した本格的なビジネスクラス「CLUB ANA」では、ボーイング747-200/-400で横7列と競合他社と同じものに戻した。同時に50インチのシートピッチや、AVOD（オーディオ・ビデオ・オン・デマンド）対応のシートテレビ、ビジネスコーナーの設置などサービス拡充を進めた。
2002年には「New Style, CLUB ANA」を導入、電動ライフラットシートや一皿一皿サーブするコーススタイルの機内食を採用し、これを機に、機内食の食器を全て一新し、プラスチック製ではなくレストランや料亭でみられるような陶器とされた。
詳細はCLUB ANAを参照。
2010年以降よりボーイング777-300ER（新造機）、ボーイング767-300（新造機）、ボーイング787-8には新しい座席が導入された。現在、エアバスA380やボーイング777-300ER（一部を除く）、ボーイング787-10、ボーイング787-9、ボーイング787-8（長距離国際線仕様）はスタッガード配列のフルフラットシート「ANA BUSINESS STAGGERED」を導入、ボーイング767-300ERの新造機とボーイング787-8（中短距離国際線仕様）はクレードル式シート「ANA BUSINESS CRADLE」が導入されている。
2019年導入のボーイング777-300ERからは、シートを刷新した「THE Room」を導入。ドア付き個室タイプの座席に24インチ4K対応大型モニターを装備した。

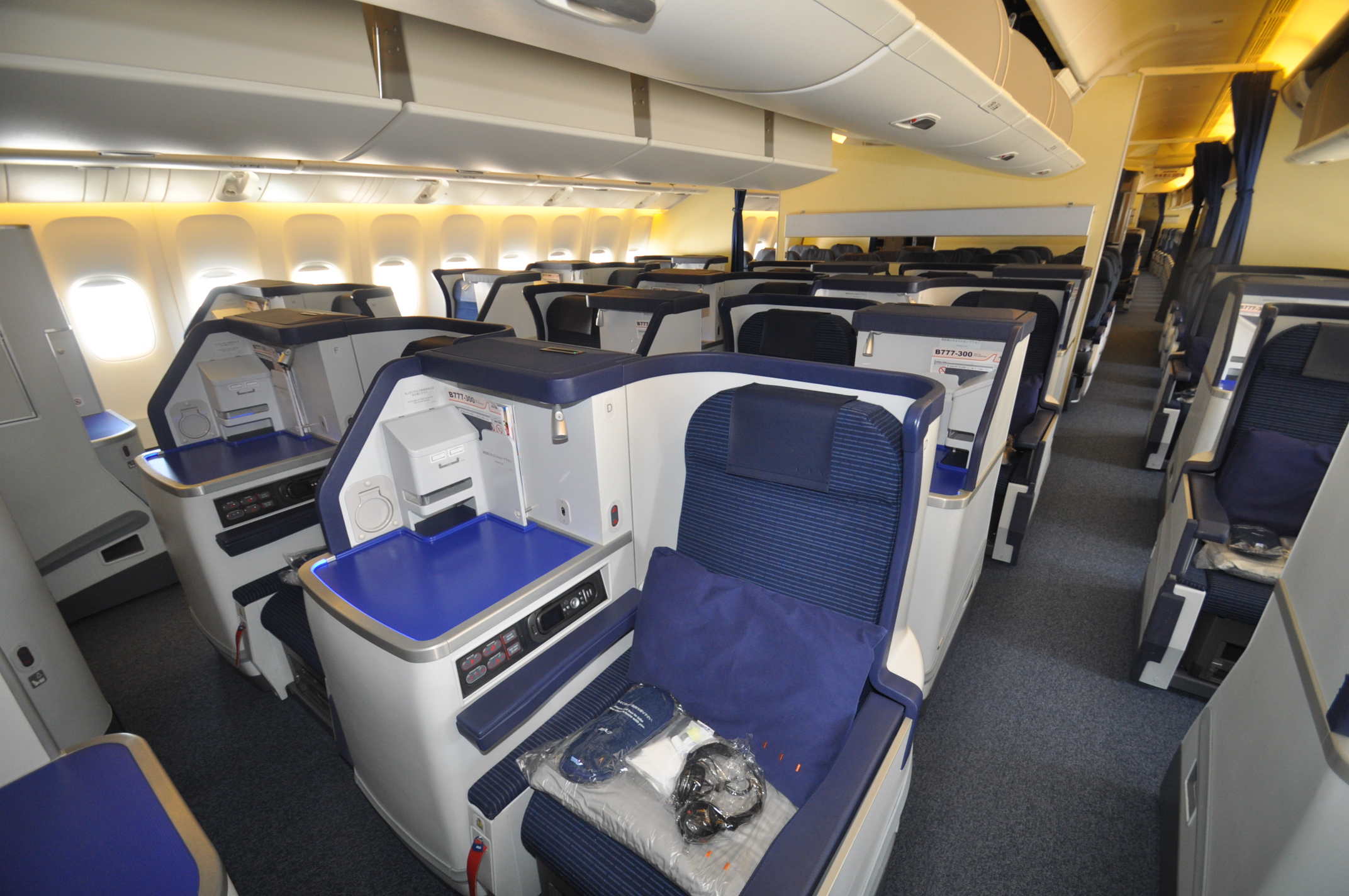
ANA ボーイング777-300ERビジネスクラス
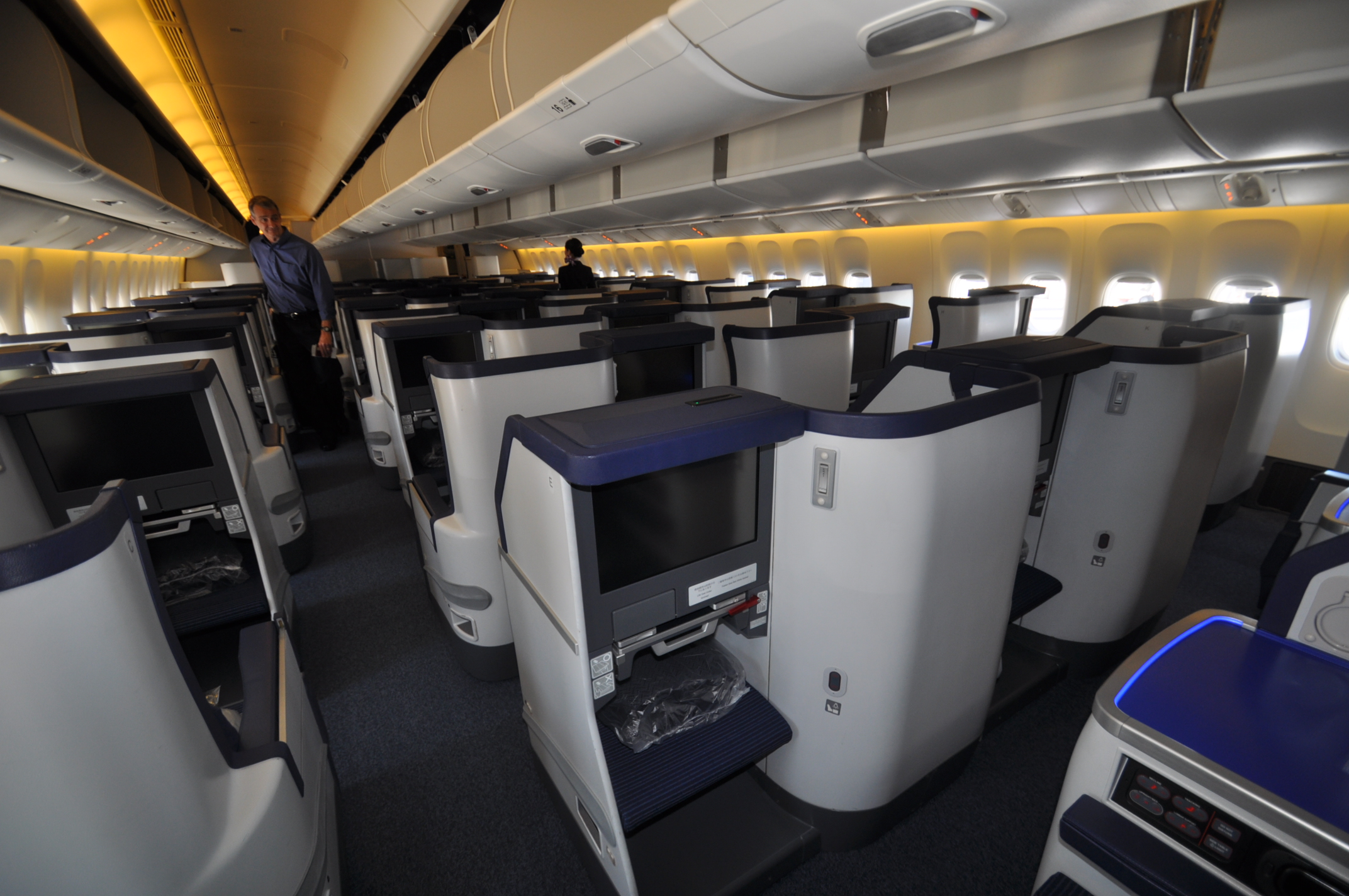
長距離路線のビジネスクラスは全席通路に面したスタッガード配列のフルフラットシート
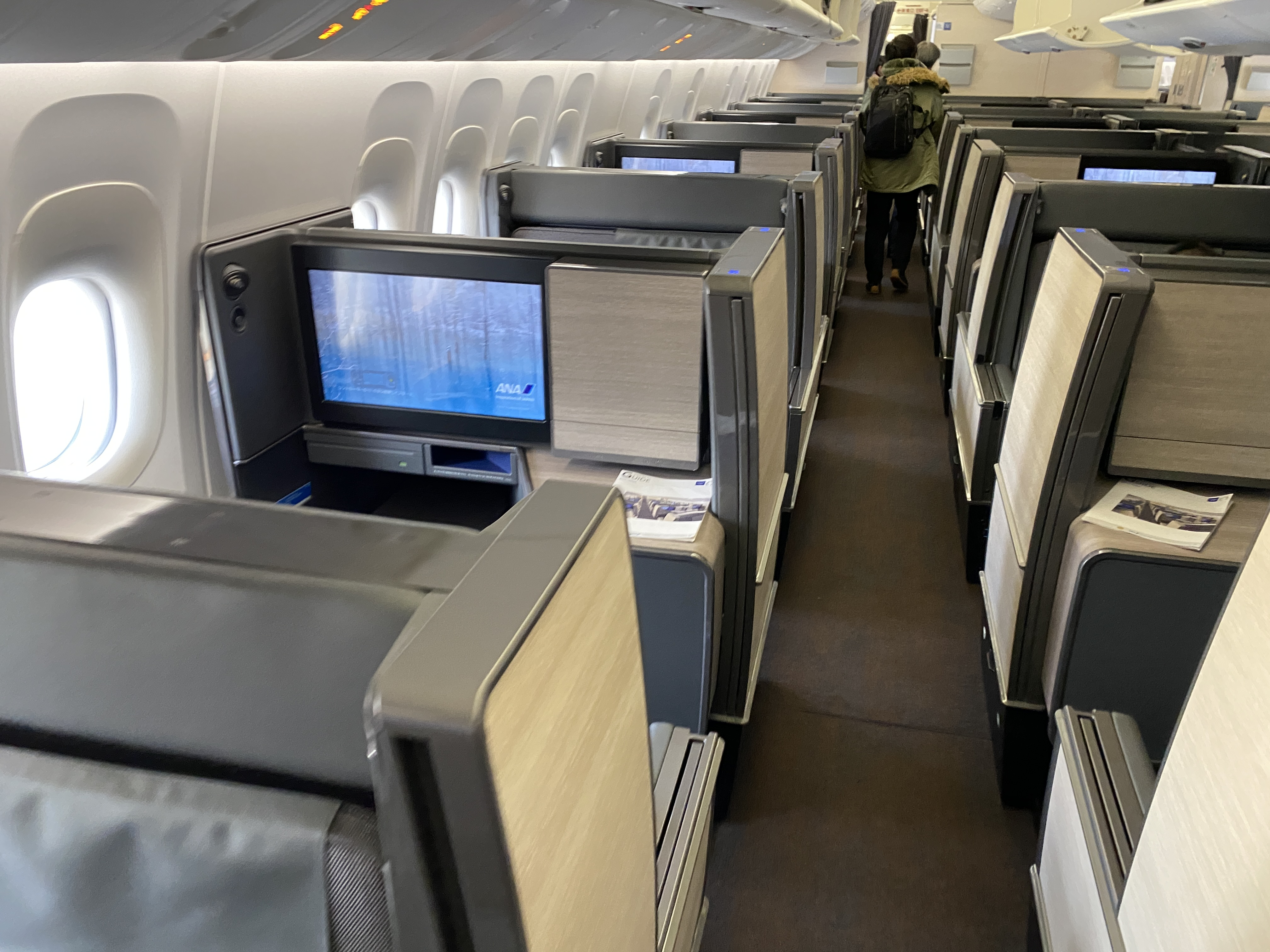
ANA ビジネスクラス THE Room
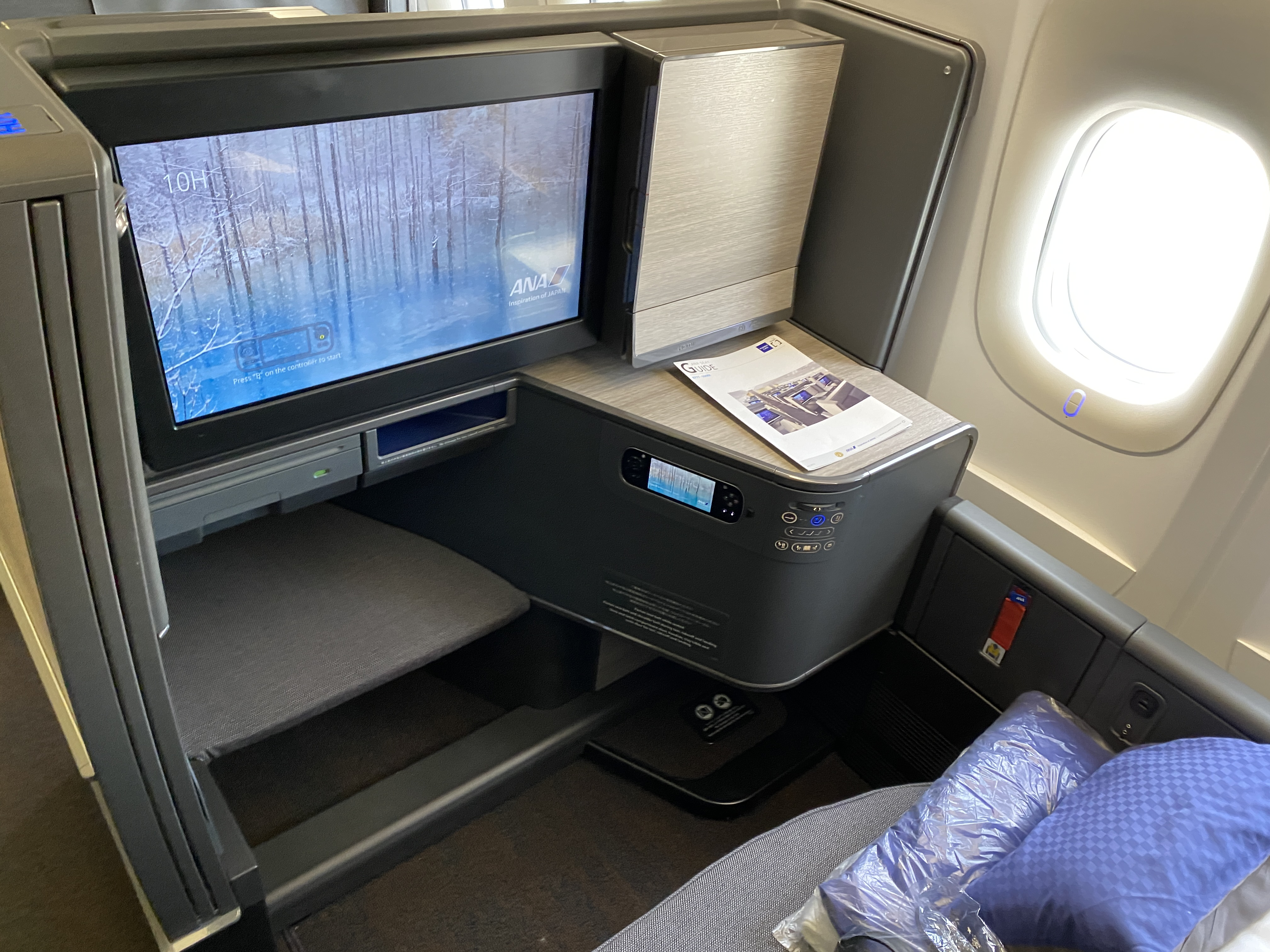
THE Roomのシートモニター

プレミアムエコノミー
2002年に「New Style」のサービスと同時に導入された。世界でもプレミアムエコノミーの導入例が少ない中での導入だった。2019年現在、ボーイング777-300ER、ボーイング787-8（一部）、ボーイング787-9、ボーイング787-10、エアバスA380型機に14 - 73席設置されている。主に、エコノミークラス普通運賃利用者や、マイレージ上級会員が対象となる。機内食はエコノミークラスと同様だが、空港では優先チェックインやラウンジ利用、機内ではパソコン電源付きの大型シートやアメニティグッズのサービスが行われている。
2010年にボーイング777-300ERの新造機に、可動型大型デバイダーなどを備えた新型プレミアムエコノミーシートを導入する予定だったが撤回され、2012年より新デザインの新型プレミアムエコノミーシートがボーイング777-300ERの機材にも改修され導入が進んでいる。

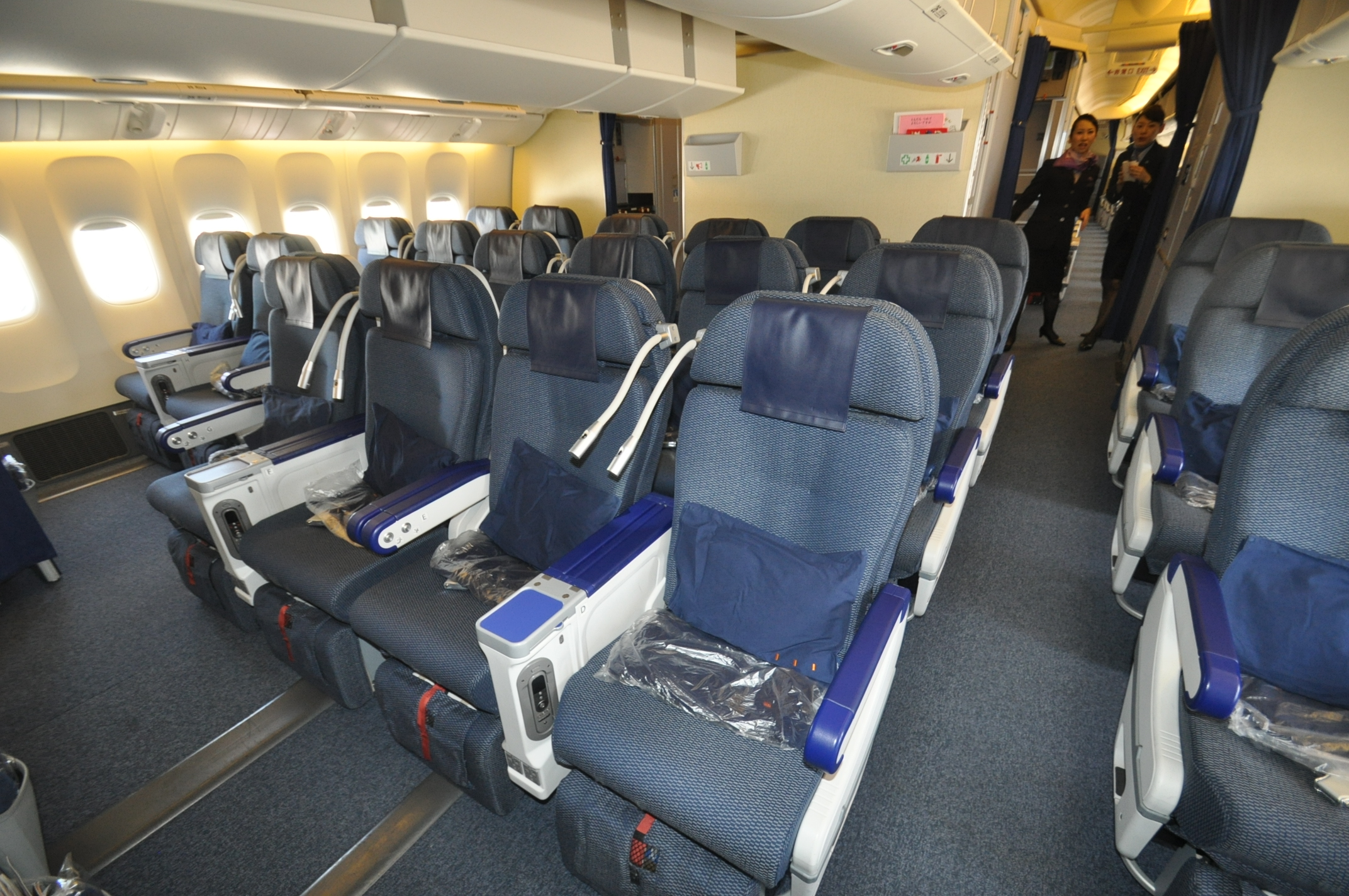
長距離路線従来タイプのプレミアムエコノミークラス。新座席への改修が進んでいる

エコノミークラス
キャセイパシフィック航空やシンガポール航空と同様に、1990年後半からエコノミークラスにもシートテレビを設置するようになった。2021年現在では、国際線機材には全席シートテレビが搭載されている。さらに2009年以降に新造機で受領したボーイング777-300ERやボーイング767-300ERにはシートテレビ（AVOD）だけでなく、パソコン電源・iPod接続端子・USB接続端子が全席・全クラスに設置されている。

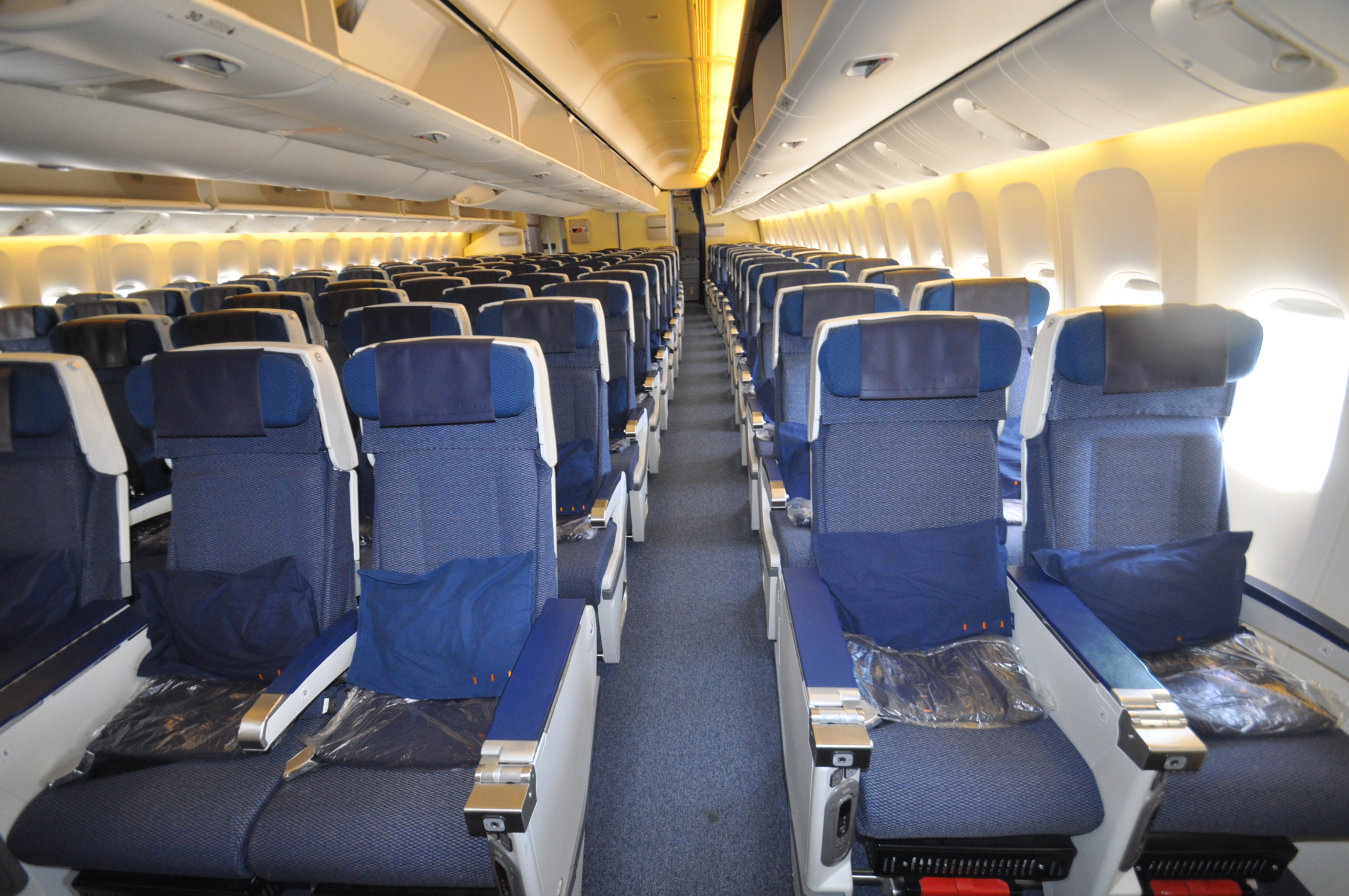
長距離路線のエコノミークラスは、3-4-2の変則配置で様々なグループに対応している。

ANA COUCHii（ANAカウチ）
エアバスA380型機材にてANAが運航する成田＝ホノルル線メインデッキのエコノミークラス最後方区画の71列目以降6列60席をANA便名航空券番号でエコノミークラス運賃への追加料金支払い205から始まる航空券で利用可能、区画のシートピッチが32インチ（約81.2cm）と、エコノミークラスの通常席の34インチ（約86.4cm）より狭くなっている。カウチシートの旅客機サービス自体は同じアライアンスのニュージーランド航空がスカイカウチとして商標登録していて、今回の導入に協力をして貰っているニュージーランド航空のスカイカウチは基本エコノミー前方窓側で追加料金を徴収している。

### サービス

#### Wi-Fi サービス
Wi-Fi サービスは2014年3月よりOnAir社の機材を導入し「ANA Wi-Fi Service」という名称で開始。サービス開始当初は5MBプラン（6米ドル）、10MBプラン（12米ドル）、20MBプラン（24米ドル）の3つの料金プランが用意されていたが、最大のプランでもデジカメの写真数枚送っただけで使い切ってしまうほど少なかった。特にOSのアップデートなどが始まってしまった場合、何もできないまま使い切ってしまうなど、評判は非常に悪く、2015年8月には料金体系を変更しフルフライトプラン(100MB)を追加。
これと前後して、2015年5月からボーイング787新造機を皮切りに、パナソニック アビオニクス製の機材による「ANA Wi-Fi Service 2」が展開開始され、時間制のサービスも行われるようになった。
2018年4月からは、国内線の機内Wi-Fiをすべて無料にしたこともあって、国際線は2018年6月11日から、ファーストクラスとビジネスクラスは無料となった。

## 貨物・郵便
ANA Cargoは、ANAグループの航空貨物事業会社である。2014年4月、航空貨物事業を株式会社 ANA Cargoとして独立させることが明らかとなった。ANA Cargoは貨物航空会社ではないため、貨物専用機の保有、運航、管理は、すべて全日本空輸が行っている。
郵便は、国内郵便のほか、EMS, SAL郵便などの国際郵便も貨物機および旅客機の床下を利用して輸送している。

### 貨物機就航地
2023年現在
- 東京/成田 - シカゴ、フランクフルト、バンコク、シンガポール、ホーチミンシティ、ハノイ、香港、台北/桃園、ソウル/仁川、上海/浦東、青島、厦門、広州、大連

## ANAグループ企業
- ANAホールディングス - ANAグループの持株会社。
- 全日本空輸 (ANA)
- ANAウイングス（AKX）
- エアージャパン（AJX）
- Peach Aviation（APJ）
- ANA Cargo
- 全日空商事 - 航空機輸出入・リース、機内販売、ANAグループ広告業務など。
- ANAエアポートサービス
- ANA関西空港
- ANA X
- ANAあきんど
- ANAシステムズ
- ANA総合研究所
- ANA NEO

この他、航空業に付帯・関連する事業を中心に多くのグループ企業がある。※詳細はANAグループ一覧を参照。

## 外部提携先航空会社

### 国内線
- エアドゥ（ADO）
- ソラシドエア（SNA）
- スターフライヤー（SFJ）
- アイベックスエアラインズ（IBX）
- オリエンタルエアブリッジ（ORC）
- 日本エアコミューター（JAC）[106]
- 天草エアライン（AMX）[107]

### 国際線
最新のコードシェア情報は、ANA公式サイトのコードシェア便のご案内海外航空券ANA国際線を参照のこと。太字の航空会社とは共同事業（JV）を実施。

#### スターアライアンス
- ルフトハンザドイツ航空
- オーストリア航空
- スイス インターナショナル エアラインズ
- ブリュッセル航空[108]
- エア・カナダ
- ユナイテッド航空[109]
- タイ国際航空
- シンガポール航空
- ニュージーランド航空[110]
- アシアナ航空（相互出資及び人材派遣、共同調達込み[111]）
- アビアンカ航空[112]
- エチオピア航空[113]
- エバー航空
- 中国国際航空
- 深圳航空
- 南アフリカ航空
- LOTポーランド航空
- ターキッシュ エアラインズ
- TAPポルトガル航空
- エア・インディア

#### スターアライアンス・コネクティングパートナー
- 吉祥航空[114]

#### スターアライアンス以外
△はスカイチームメンバー
- エティハド航空
- ユーロウイングス
- マカオ航空
- 山東航空[115]
- エア・ドロミティ[116]
- フィリピン航空[117]（出資込み[118]）
- ガルーダ・インドネシア航空△[119]
- ベトナム航空△[120]（出資込み[121]）
- ヴァージン・オーストラリア
- ITAエアウェイズ△

#### 共同運航開始予定の航空会社
- 日本貨物航空（2018年2月に業務提携契約を締結し、コードシェア再開[122]、その後2023年統合子会社化を予定していたが内外関係当局の企業結合審査により先送り[123][124]）
- エル・アル航空（2024年春にコードシェアとマイレージプログラム提携開始で合意[125]）

#### 過去に共同運航をしていた会社
- アエロフロート・ロシア航空（オーストリア航空と3社での共同運航/提携解消のため）
- サベナ・ベルギー航空[126]（提携解消のため。後に倒産）
- ヴァリグ・ブラジル航空（2007年に経営破綻、それに伴い日本路線を運航停止したため）
- メキシカーナ航空（スターアライアンスを脱退し、ワンワールドに加盟したため。後に倒産）
- 上海航空（スターアライアンスを脱退し、スカイチームに加盟したため）
- アンセット・オーストラリア航空（倒産のため）
- マレーシア航空（ワンワールドへ加盟のため）[127]
- bmi（スターアライアンス脱退のため）[128]
- ヴァージン・アトランティック航空（日本路線撤退のため。マイレージ提携は維持[129])
- コンチネンタル航空[130]（ユナイテッド航空と対等合併したため）[131]
- USエアウェイズ（アメリカン航空に統合、ワンワールドに加盟したため）[132]
- カタール航空（ワンワールドへ加盟のため）[133]
- エジプト航空（日本路線運休のため。マイレージ提携は維持）[134]
- TAM航空（ラン航空と合併しワンワールドメンバーとなったため）
- ハワイアン航空（提携終了のため）[135]
- ジャーマンウィングス（ユーロウイングスに吸収され消滅したため）
- ジェットエアウェイズ（経営破綻のため）
- アリタリア-イタリア航空（経営破綻による精算のため。引継会社ITAエアウェイズとのコードシェアを開始[136]）

### 人工衛星打上げ事業
- ヴァージン・オービット

2021年10月20日、ヴァージングループで米国内にて元ヴァージン・アトランティック航空747-400（コズミックガール：G-VWOW）の左主翼下のエンジン空輸用パイロンを改修し（N744VG）既に同事業を成功させている。ヴァージン・オービットと日本国内（大分空港）での航空機を利用した人工衛星打上げ事業の国内独占販売権を取得し展開に向けた基本合意書の締結。

## 時刻表
全日空では1954年から紙の時刻表を発行してきた。1986年の国際線進出後はA5判で約70ページの分量になり、年6回で計1000万部前後発行された。しかし、インターネット検索の増加などから2020年12月・2021年1月号を最終号に紙の時刻表を廃止し、2021年2月からオンライン版に移行した。

## 委託業務
1992年にボーイング747-400型機2機が政府専用機として導入されて以降は、日本航空が整備作業や機内改装などを受託しているほか、政府専用機のうちの1機が整備などで使用できない場合は、日本航空の機材を予備機として提供していたが、2019年からは次期政府専用機としてボーイング777-300ERを導入し、また機体整備等の委託先に同社を選定したことから日本航空による機体整備は打ち切られ、代わりに同社が受託することとなった。
2019年7月5日、防衛省は航空自衛隊の空中給油・輸送機KC-46Aの修理に関する技術援助契約先として、KC-46Aのプラット・アンド・ホイットニー（P&W）製PW4062とは違う767でゼネラル・エレクトリック (GE) 製を採用しているANAを選定したと発表した。

## テレビ番組
- 日経スペシャル ガイアの夜明け 大空の安全を極めろ! ～女性パイロット誕生への道～（2006年5月2日、テレビ東京）[144] - パイロットの自社養成を取材。
- 日経スペシャル カンブリア宮殿（テレビ東京）
  - 「ピンチをチャンスに変えて困難を乗り切れ!!」（2007年1月29日）- 全日空代表取締役会長 大橋洋治出演[145]。
  - ついにJAL超え!全日空快進撃の秘密（2016年11月10日）- 全日空社長 篠辺修出演[146]。
  - テレ東経済WEEK第2弾! 1円でも稼ぐ!地獄を見たANAの新戦略（2023年12月14日）- ANAホールディングス社長 芝田浩二出演[147]。

## 広告・宣伝活動

### スポーツ事業
- 横浜フリューゲルス（サッカー・Jリーグ 1992年 - 1998年）
  - 全日空スポーツ（運営法人。当初は全日空グループ完全出資であったが、のちに佐藤工業と合弁）
  - 全日空横浜サッカークラブ（当初は市民クラブ「横浜サッカークラブ」への支援のみだったが、後に全日空側に移管）
    - 全日空横浜サッカークラブ・ボイコット事件（上記の移管の際、「横浜サッカークラブ」側との間で発生した事件）
- 横浜F・マリノス（フリューゲルスと合併後クラブスポンサーとして2020年まで支援。運営会社にも一時出資していた）
- ANAオープンゴルフトーナメント
- ロサンゼルス・ドジャース（オフィシャルジャパニーズエアライン）[注釈 12][148][149]
- 全日本スキー連盟
- 日本水泳連盟
- 日本スケート連盟
- 日本卓球協会
- 日本知的障がい害者卓球連盟
- 日本バドミントン協会
- 日本バレーボール協会

### 所属スポーツ選手
- 羽生結弦（フィギュアスケート。2013年 - 2023年）
- 三笘薫（サッカー・ブライトン所属）
- 国枝慎吾（車いすテニス選手）
- 佐藤琢磨（レーシングドライバー）

### 文化事業
- まんが甲子園（オフィシャルエアライン 2002年 - ）
- NHK交響楽団（ANA HDが、2017年に海外公演に関する連携協定を締結[150]）
- キッザニア
- 新国立劇場 ANAスカラシップ
- 全米桜祭り

### 所属ピアニスト
- 辻󠄀井伸行

### 提供番組
- めざましテレビ
- 出没!アド街ック天国

## 映画・ドラマ・アニメ
- 大空に乾杯 - 全日空の新人スチュワーデスとして吉永小百合が出演する、1966年の日活映画。
- 虹のエアポート - パイロットを目指し航空学校から航空会社へと進み、厳しい訓練を重ね、一人前に成長していく若者たちの様を、教官やスチュワーデスたちの交流を絡ませながら描くテレビドラマ。1975年～1976年に放送。
- GOOD LUCK!! - ANAのパイロット（副操縦士）と女性航空整備士の恋愛や仕事ぶりを中心に描いたTBSのテレビドラマ。2003年1月期に放送。
- 花より男子F・ファイナル - ANAが特別協賛した映画。出演者全国行脚の際にはANAの航空機をチャーターした。2008年6月公開。
- ハッピーフライト - 航空会社のさまざまな職種にスポットを当てた映画。全日空が実際の航空機の貸し出し等の映画制作に全面協力・協賛。2008年11月公開。
- ルビコンの決断 - 2010年8月19日に「日本の空を取り戻せ! 〜全日空創業 “民”の力を信じた飛行機野郎たち〜」としてドキュメンタリードラマを放送。
- スーラジ ザ・ライジングスター - 巨人の星を原案とした日印合作のリメイクアニメ。全日空はアソシエイトスポンサーとして協力。2012年～2013年に放送。
- ミス・パイロット - ANAの新人パイロット訓練生の奮闘振りを中心に描いたフジテレビ系連続ドラマ。2013年10月期に放送。
- 映画『風が通り抜ける道』沖縄県後援、カンヌ国際映画祭2023年 披露上映作品、沖縄国際映画祭2023年 正式出品作品、一般劇場公開2024年（イオンエンターテイメント）

## バイオジェット燃料
ANAホールディングス（HD）は、GREEN OIL JAPAN宣言に賛同しており、千代田化工建設・伊藤忠エネクス・いすゞ自動車・横浜市・ひろ自連とともにユーグレナをサポート。ユーグレナは、2018年10月末に神奈川県横浜市内に実証プラントを完成させた。実証プラントの製造能力は1日5バレル（約794.9L）で、年間125kLのバイオ燃料製造を目指す。ANAは空港での給油など、運用面の提案などで協力する。

## 社員
歴代制服（客室乗務員）
- 初代：1955年 - 社員がデザイン[154]
- 2代：1958年 - 社員がデザイン
- 3代：1966年 - 中村乃武夫
- 4代：1970年 - 芦田淳
- 5代：1974年 - 伊藤達也
- 6代：1979年 - 三宅一生
- 7代：1982年 - 芦田淳
- 8代：1990年 - 芦田淳
- 9代：2005年 - 田山淳朗
- 10代：2015年 - プラバル・グルン[155][156]

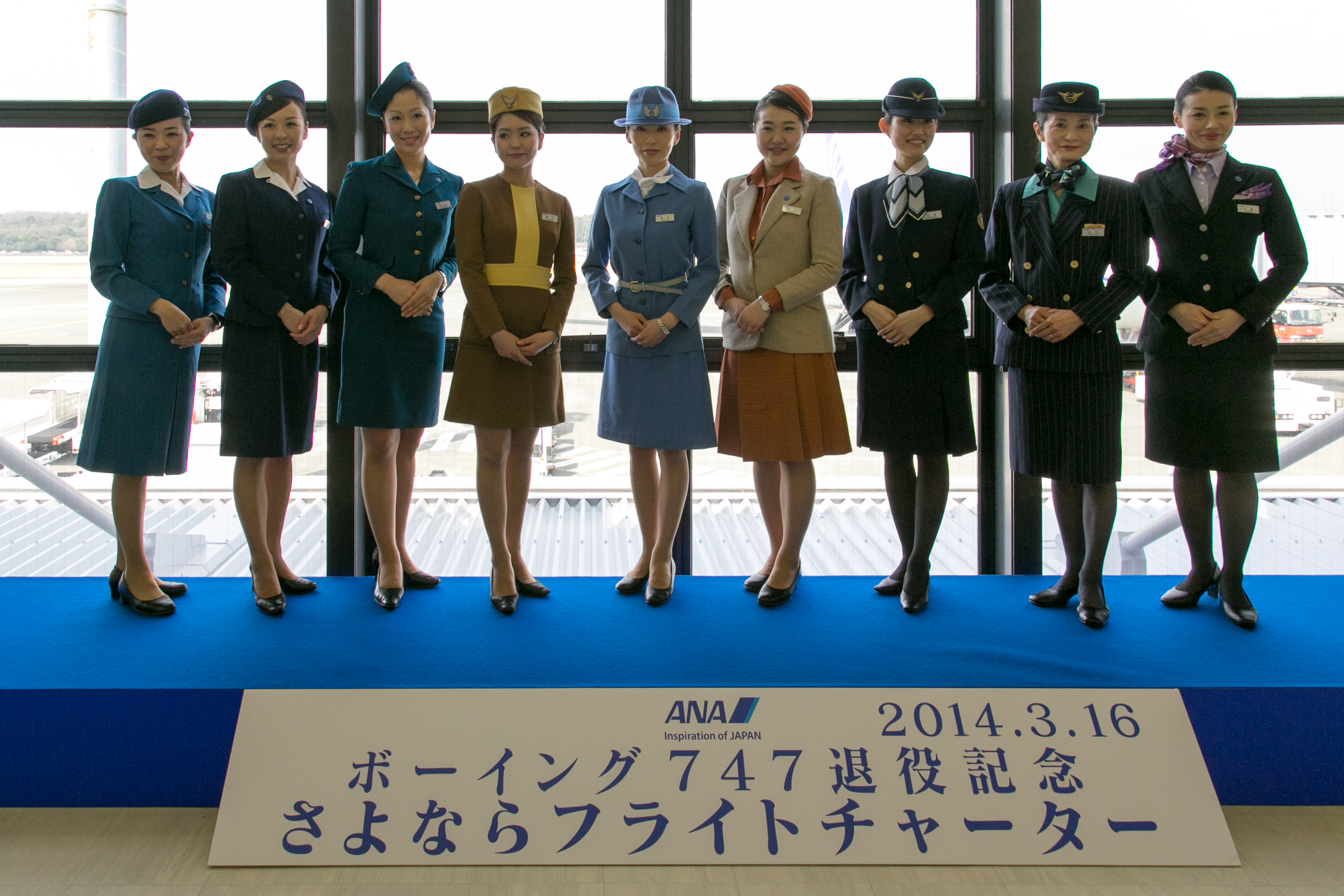
客室乗務員の歴代の制服（左から順に初代から9代目まで）

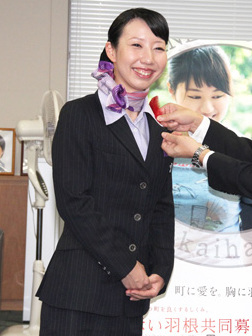
9代目の客室乗務員の制服

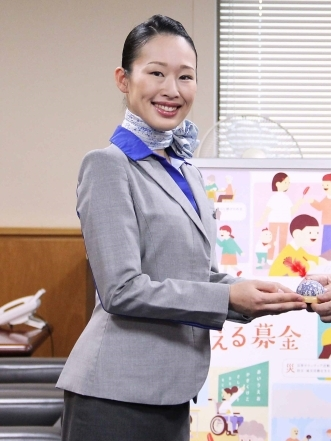
10代目の客室乗務員の制服

また、創立75周年（2027年12月）を機に、全ての社員の多様性を尊重し、社員が誇りをもって自分らしく輝き、働くことができるANAブランドを目指し、制服を一新すると発表されている。実現すれば、旅客係員・客室乗務員はにおいては約12年ぶり、機内搭載係員は22年ぶり、グランドハンドリング係員は23年ぶり、運航乗務員は37年ぶり、整備士においては39年ぶりの新制服となる。

## 事件関連・不祥事
- 全日本空輸ハイジャック事件（全件記載）
- 2005年5月5日 - 午前7時50分に秋田を出発する便に乗務予定の運航乗務員が前日の飲酒で乗務12時間前以降飲酒し、5日未明に羽田のオペレーションセンターに連絡、社内規定違反を報告し、予定乗務を辞退。オペレーションセンターは待機2名のパイロットを代替指名。移動のため東京（羽田）を出発したのは午前2時すぎで以降、高速道路を使って約550kmを走り、秋田空港には午前7時20分に到着し、飛行機は午前8時すぎに出発した。全日空では徹夜運転後の乗務に関して「当該便に限っての乗務であり、特に問題はない」としている[158]。
- 2018年10月3日 - 同社のパリ及びブリュッセル両支店の支店長の男性が、出張のため搭乗していたパリ発羽田行旅客機の機内で、隣席の50歳代の女性に頸椎捻挫を負わせた。この支店長は、機内でワインを6杯飲み酩酊状態となっていた模様で、同社は同年10月5日付けでこの支店長を諭旨退職処分とし、片野坂真哉会長と平子裕志社長を減給1ヵ月とした[159]。
- 2019年1月3日 - ANAウイングスの男性機長（40代）から乗務前にアルコールが検出され、1月3日の国内線5便が遅れた。男性機長が規定時間や飲酒量を超えて飲酒していたことに加え、同席した男性副操縦士（30代）に本来は規定上限の2倍の量の飲酒をしていたにも関わらず、口裏合わせを依頼し、虚偽の申告をしていたことがわかった[160]。
- 2019年1月10日 - 10日午前2時10分ごろ米国ロサンゼルス発羽田行き105便で新千歳空港の東南東約980キロを飛行中、乗務中客室乗務員が乗務中に脳出血を発症し昏睡、機長は当初、臨時着陸の可能性も視野にいれて準備するとして午前3時頃に40分後に新千歳に臨時着陸すると客室責任者へ連絡し、機長による機内放送で「具合の悪い方がいる為、新千歳空港に臨時着陸する」と続けて客室責任者が「機長のアナウンス通りあと30分程で着陸。サービスが行き届かない旨のお詫び。到着後の御案内は地上係員より実施する」旨アナウンス。ANAの東京の運航管理部門は新千歳臨時着陸で検討を始めたが、未明の使用申請に滑走路1本が積雪閉鎖し、もう1本も工事閉鎖されていた。国土交通省東京航空局新千歳空港事務所は1時間で滑走路使用は可能とし午前4時頃には着陸可能としたが、ANA新千歳空港株式会社の要員が緊急招集で緊急着陸に間に合わなかった。着陸後、作業開始まで地上待機が必要となる可能性が高く、迅速な救急搬送が実施できないリスクを鑑みて、午前3時40分頃に新千歳で無く24時間運用の羽田への緊急着陸へ変更を判断し、機長から客室責任者に「予定を変更し、04:30に羽田空港に着陸予定｣ 旨連絡後、客室責任者から乗客へ「先ほど新千歳空港へ着陸する予定とお伝えしましたが、このまま羽田空港に向かうことになった」旨アナウンス。午前4時40分頃着陸し同50分前に到着。午前5時半過ぎ手配救急車により東邦大学医療センター大森病院 搬送到着後、死亡が確認された[161]。その後の一部報道により労組活動による社内評価冷遇や病歴無視した過度の長期勤務[162]、労災隠蔽が指摘されている[163]。
- 2019年2月19日 - 男性副操縦士（30代）から乗務前の呼気検査でアルコールが検出された。別の操縦士に交代し、乗務予定便の神戸発羽田行きの便の運航が約1時間40分遅れた[164]。
- 2019年3月15日 - エアージャパンの外国人男性副操縦士（40代）が、乗務前の呼気検査でアルコールが検出されたため、乗務できなくなった。副操縦士は13日夜、自宅やバーで、330mLのビールを10本以上と白ワイン2杯を飲酒。14日午前には赤ワインのボトル1本を飲んでいた。この影響により、男性副操縦士が乗務する予定の便（全日空821便）の出発が9分遅れた[165]。
- 2020年1月3日 - 福岡発成田行きの3日朝のNH2142便に乗務予定だった女性客室乗務員（20代）が、乗務前の呼気検査でアルコールが検出されたため、乗務できなくなった。乗務員を交代させた影響で、この便と福岡発羽田行き3便の計4便に最大25分の遅れが出た。女性客室乗務員は社内規定に反し、前日夜に飲酒していた[166]。
- 2021年3月5日、SITA社システムへの不正アクセスにより、ANAマイレージクラブの約100万人分の個人情報が流出していたことを発表した[167][168]。
- 2023年4月4日、前日に発生した国内線のシステム障害で、55便の欠航と155便の遅延により計約2万7千人に影響があったと発表した[169]。